# Weilburg
Weilburg ist eine Kleinstadt und ein staatlich anerkannter Luftkurort mit 12.992 Einwohnern (31. Dezember 2024) im hessischen Landkreis Limburg-Weilburg im Regierungsbezirk Gießen. Sie ist eine ehemalige Residenzstadt in Mittelhessen und gehört heute zum Rhein-Main-Gebiet. Weilburg liegt geographisch zwischen den Mittelgebirgen Westerwald und Taunus.
Die Stadt Weilburg war jahrhundertelang Residenz eines dem Haus Nassau entstammenden Adelsgeschlechts, aus dem das heutige großherzogliche Haus von Luxemburg hervorgeht. Die Regenten von Nassau-Weilburg errichteten dort das heute stadtbildprägende Schloss mit angegliederter Parkanlage. In der Fürstengruft der Schlosskirche befindet sich die Grablege einiger Angehöriger des Herrscherhauses.

## Geographie

### Geographische Lage
Weilburg liegt im Lahntal sowohl im Westerwald als auch im Taunus oberhalb der Mündung der Weil in die Lahn. Die Lahn durchfließt die Stadt schlangenförmig. Die nächsten größeren Städte ab 50.000 Einwohnern sind – jeweils mit Angabe der Entfernung in Luftlinie – Wetzlar (20 Kilometer), Gießen (30 km), Bad Homburg (40 Kilometer), Wiesbaden (45 Kilometer) und Frankfurt (50 Kilometer) in Hessen, Siegen (45 Kilometer) in Nordrhein-Westfalen und Koblenz (50 Kilometer) in Rheinland-Pfalz.

### Höhenangaben

#### Kernstadtbereich
- Lahn (Messstelle zwischen Ahausen und Schiffstunnel): 132,8 m ü. NN
- Schiffstunnelausgang: 127,6 m ü. NN
- Obere Schlossgartenterrasse: 172,8 m ü. NN
- Hauslei: 189,7 m ü. NN
- Stadtausgang Frankfurter Straße/Johann-Ernst-Straße: 248,9 m ü. NN
- Stadtausgang Limburger Straße/Abzweig Waldhausen: 258,7 m ü. NN

#### Stadtbereich (gesamt)
- Lahn bei Kirschhofen: 125,9 m ü. NN
- Hohenstein bei Hasselbach: 370,1 m ü. NN

### Nachbargemeinden
Die Stadt Weilburg grenzt im Norden an die Gemeinden Merenberg und Löhnberg (beide im Landkreis Limburg-Weilburg), im Osten an die Stadt Braunfels (Lahn-Dill-Kreis), im Süden an die Gemeinden Weilmünster, Weinbach und die Stadt Runkel sowie im Westen an die Gemeinde Beselich (alle vier im Landkreis Limburg-Weilburg gelegen).

### Stadtgliederung
Neben der Kernstadt Weilburg, in der knapp 40 Prozent der Einwohner leben, gehören die Stadtteile Ahausen, Bermbach, Drommershausen, Gaudernbach, Hasselbach, Hirschhausen, Kirschhofen, Kubach, Odersbach und Waldhausen zum Stadtgebiet.

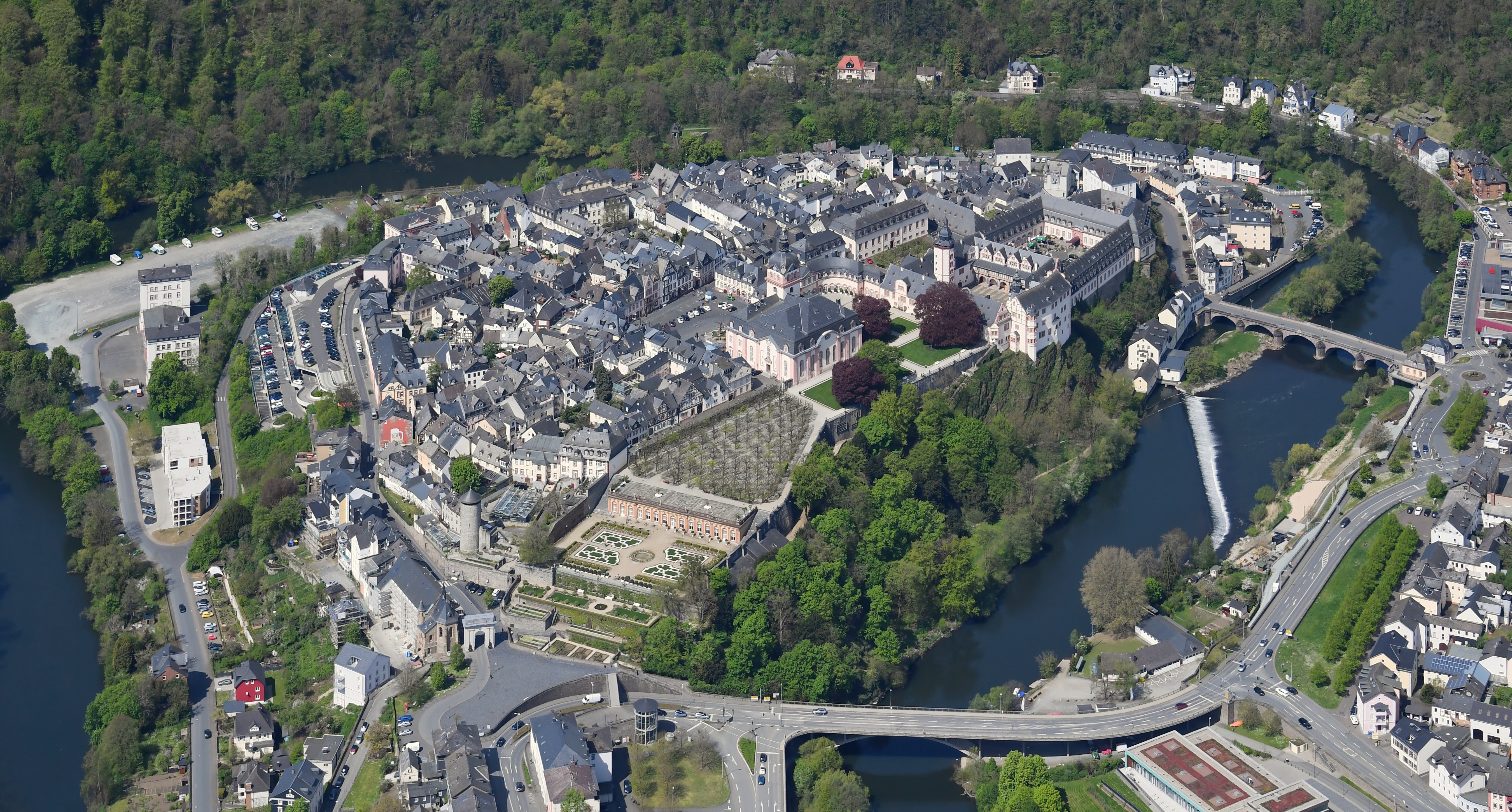
Luftaufnahme 2023

## Geschichte

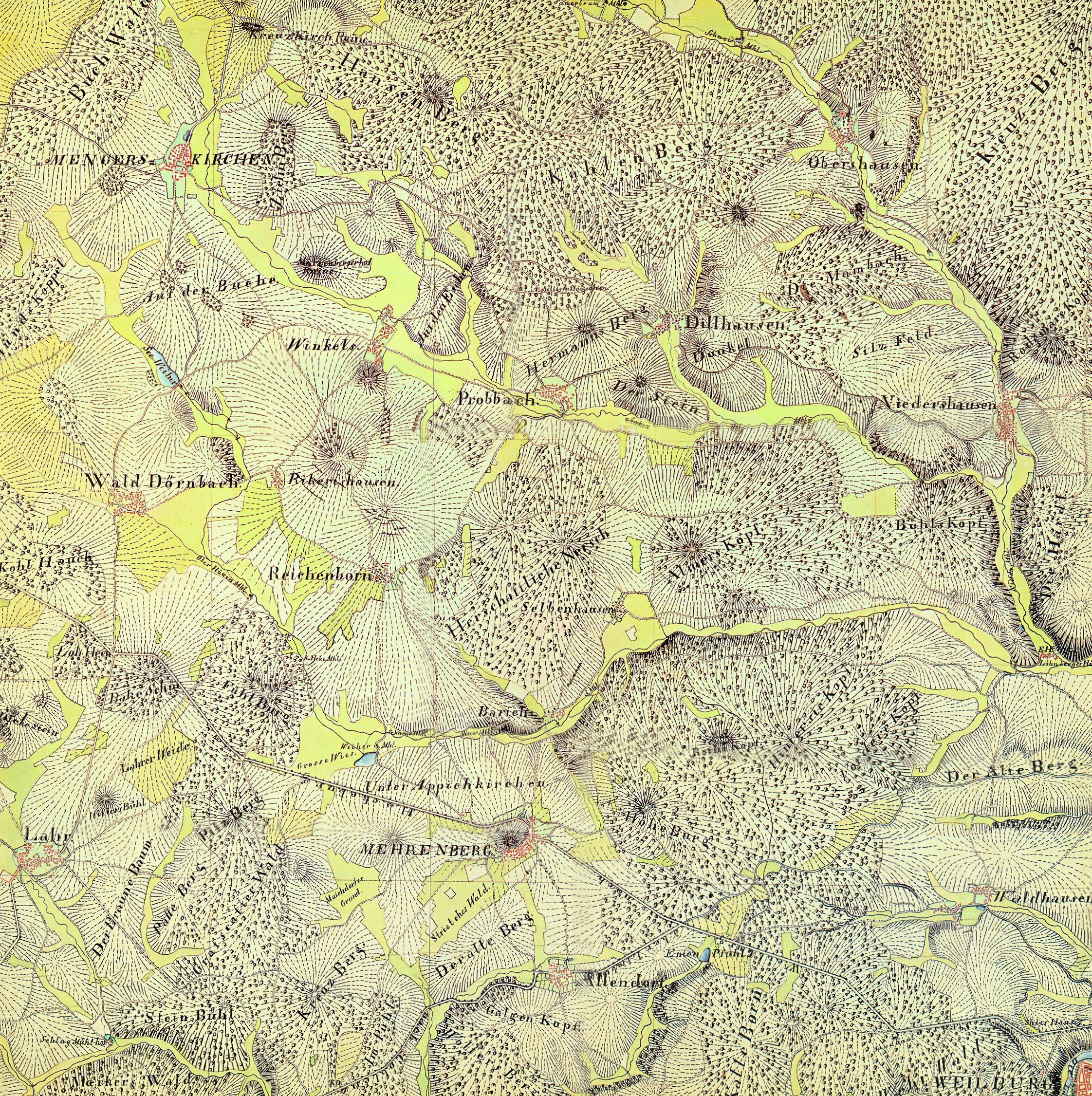
Die Karte der Topographische Aufnahme der Rheinlande, auf der das Gebiet nordwestlich von Weilburg kartiert ist

Als älteste Siedlungsspuren im unmittelbaren Weilburger Umland gelten Funde aus der La-Tène-Zeit auf dem Scheuernberger Kopf bei Odersbach.

### Mittelalter
Weilburg wurde, soweit bekannt, erstmals im Jahr 906 in einer Chronik des Abtes Regino von Prüm als Festung mit dem Namen Wilineburch erwähnt. Sechs Jahre später gründete König Konrad I., dessen im Jahr 906 bei Fritzlar im Kampf gegen die Babenberger gefallener Vater in der Festung beigesetzt wurde, hier das Chorherrenstift St. Walpurgis. Die hoch auf dem Berg neben dem Königshof gelegene Anlage ermöglichte die Kontrolle der Lahn sowie der „Hohen Straße“ von Frankfurt nach Köln und der Via Publica von Flandern nach Böhmen, die in der Nähe vorbeiführten.
Im Jahr 918 erlangte die Wilineburg eine besondere geschichtliche Bedeutung, als König Konrad I. dort auf seinem Sterbebett seinem Bruder Eberhard empfahl, die Reichsinsignien seinem härtesten Kontrahenten, dem Sachsenherzog Heinrich, zu überbringen („Weilburger Testament“).
In den Jahren 993 bis 1062 wurden nach und nach das Stift und die Stadt an das Bistum Worms verschenkt. Etwa im Jahr 1225 verpfändete der Bischof von Worms die Herrschaft an das Haus Nassau, das sie 1294 schließlich aufkaufte und dem Ort ein Jahr später das gleiche Stadtrecht wie der Stadt Frankfurt verlieh. Graf Johann I. von Nassau errichtete hier 1355 seine Residenz, erneuerte die Burg und errichtete Stadtbefestigungen. Im Jahr 1359 ließ er eine steinerne Brücke über die Lahn errichten.

### Neuzeit

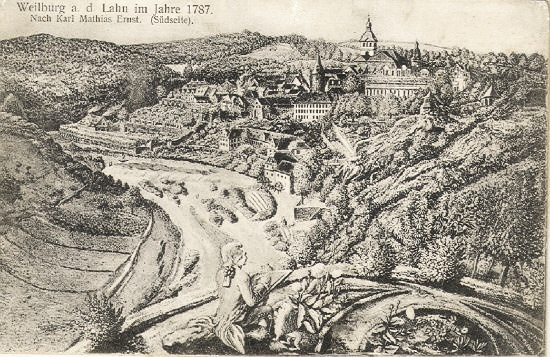
Weilburg 1787, Zeichnung von Karl Matthias Ernst

Das Haus Nassau-Weilburg prägte die Geschichte der Stadt mehrere Jahrhunderte lang. Graf Philipp III. ließ die alte Konradinerburg abreißen und begann im Jahr 1535 den Bau des vierflügeligen Hochschlosses im Stil der nordischen Renaissance. Graf Johann Ernst (1664–1719) erneuerte und verschönerte seine Residenzstadt durch Erweiterung des Hochschlosses, Anlegung eines Parks und Veränderung der Stadtfront. Weilburg wurde dadurch zu einem der am vollständigsten erhaltenen Beispiele für eine deutsche Kleinresidenz des Absolutismus. Ab 1806 war die Stadt Regierungssitz des neu geschaffenen Herzogtums Nassau. Erst im Jahr 1816 verlegte Herzog Wilhelm die Residenz nach Biebrich.
Im Jahr 1827 war die Stadt Schauplatz eines Verbrechens, das als Weilburger Kadettenmord in die Kriminalgeschichte einging, und das 150 Jahre später unter dem Titel Der Weilburger Kadettenmord verfilmt wurde.
In den 1830er Jahren formierte sich eine jüdische Gemeinde in der Stadt, die 1845 ihre Synagoge eröffnete. Die jüdischen Bewohner von Löhnberg und Merenberg, von 1922 an auch von Weilmünster, waren der Gemeinde zugeordnet. Kurz nach dem Jahr 1900 lebten 146 Juden in Weilburg. Damit erreichte die jüdische Bevölkerung der Stadt ihre größte Stärke. 1843 wurde das Bezirksrabbinat Weilburg eingerichtet. Es bestand bis zum Jahr 1925, als es mit dem Bezirksrabbinat Bad Ems zum Rabbinatsbezirk Bad Ems und Weilburg vereinigt wurde, und war für die jüdischen Gemeinden im gesamten Oberlahnkreis zuständig, zeitweise auch für die Gemeinden in Limburg, Diez, Hadamar, Laubuseschbach, Runkel, Weyer, Usingen, Hachenburg, Ellar und Grävenwiesbach.
Im Oktober 1866 wurde die Stadt Weilburg, mit dem gesamten Herzogtum Nassau, von Preußen annektiert.
Baugeschichtlich ist Weilburg durch seine Lehmbauten aus der Zeit nach dem Jahr 1800 bekannt. Durch den besonderen Einsatz des Regierungsadvokaten Wilhelm Jacob Wimpf wurde der sogenannte Pisee-Bau in Stadt und Umgebung gefördert, wovon heute noch das höchste (Stampf-)Lehmgebäude Deutschlands, ein sechsgeschossiges Wohnhaus, zeugt.
Im August 1884 gründete sich die Freiwillige Feuerwehr Weilburg. In der Folge bildete sie mit den beiden Freiwilligen Feuerwehren Braunfels und Obertiefenbach den Löschbezirk Oberlahn im Feuerwehr-Verband für den Regierungsbezirk Wiesbaden, innerhalb dessen sie erstmals am 3. August 1890 in Obertiefenbach ihr Verbandsfest feierten.

### Zeit des Nationalsozialismus und Zweiter Weltkrieg
Ab 1933 übernahmen, wie in anderen deutschen Städten, die Nationalsozialisten die Macht in Weilburg. Schon vorher hatte die NSDAP in der Region starke Zugewinne bei Wahlen erzielt. Der letzte von einer demokratisch geprägten Stadtverordnetenversammlung gewählte Bürgermeister Diffenhardt wurde im Sommer 1933 durch ein Misstrauensvotum der NSDAP abgesetzt. Im Januar 1934 wurde die Hochschule für Lehrerbildung aus Frankfurt am Main nach Weilburg verlagert, um die Studenten vor den vermeintlich schädlichen Einflüssen der Großstadt besser abzuschirmen. Zum Kriegsbeginn 1939 wurde sie geschlossen, aber 1946 als Pädagogisches Institut durch die amerikanische Besatzungsbehörde wiedereröffnet. Die Hochschule nutzte den Windhof bis 1963 als Lehrgebäude (Erinnerungstafel).
Am 15. Dezember 1933 wurde das „Preußische Feuerschutzgesetz“ erlassen, durch das die Stellung der Feuerwehr im öffentlichen Leben neu geregelt wurde. Berufsfeuerwehr und Freiwillige Feuerwehr bezeichnete man im Gesetz als „Polizeiexekutive besonderer Art“ und unterstellte sie den Ortspolizeiverwaltern. Die Freiwilligen Feuerwehren sollten gleichzeitig als rechtsfähige Vereine in das Vereinsregister eingetragen werden. Aufgrund der neu eingeführten Altersgrenze von 60 Jahren und der Überprüfung der politischen Einstellung schieden viele Führungskräfte zwangsweise aus dem aktiven Dienst. Am 25. April 1934 fand in Weilburg ein außerordentlicher Verbandstag des Nassauischen Feuerwehrverbandes statt, dem eine Übung der Freiwilligen Feuerwehr Weilburg auf dem Marktplatz vorausging. Zum letzten Mal tagten die Delegierten des Verbandes, um die Überleitung ihrer Organisation in den „Provinzialfeuerwehrverband Hessen-Nassau“ vorzunehmen.
Im Jahr 1932 lebten rund 90 Juden in Weilburg. Die Mehrheit emigrierte in den Jahren 1933 bis 1938 oder zog in größere Städte. Im Jahr 1935 wurde den Juden die Beflaggung ihrer Häuser anlässlich der Weilburger Kirmes untersagt, von 1937 an war ihnen das Betreten des Schlossgartens verboten. Im Weilburger Tageblatt erschienen aggressiv-antisemitische Artikel. Anfang 1938 gab es in Weilburg nur noch zwei von Juden geführte Geschäfte. Im Sommer 1938 wurde das Synagogengebäude an den Weilburger Kaufmann August Hatzfeld verkauft und danach zu einem Wohnhaus umgebaut. Es wurde deshalb beim Novemberpogrom 1938 nicht zerstört, allerdings wurden damals das letzte verbliebene jüdische Geschäft sowie Wohnungen schwer beschädigt. Im Jahr 1940 nennt eine offizielle Liste noch 15 jüdische Einwohner, die in drei Häusern untergebracht waren. 1942 wurden die letzten von ihnen in Vernichtungslager deportiert. Eine Gedenktafel für die jüdischen Einwohner Weilburgs, die Opfer nationalsozialistischer Verfolgung wurden, befindet sich seit 1978 auf dem Jüdischen Friedhof. Namentlich wird seit 1988 an die ermordeten und vertriebenen jüdischen Weilburger auf Tontafeln an der Südseite der Schlosskirche erinnert.
Im Zweiten Weltkrieg erlitt die Stadt nur geringfügige Beschädigungen. Die Mittelfront der Oberen Orangerie des Schlosses stürzte ein, nachdem eine für den Weilburger Bahnhof bestimmte Fliegerbombe unmittelbar vor dem Portal aufschlug und explodiert war. Auch das Bahnhofsgebäude und das nahegelegene Wohnhaus der Brauerei Helbig wurden in Mitleidenschaft gezogen. Während der Einnahme der Stadt durch US-amerikanische Truppen am 27. März 1945 wurden durch die Gefechte nochmals leichte Schäden verursacht, allerdings wurden sämtliche Weilburger Brücken von der Wehrmacht gesprengt.

### Zeit nach dem Zweiten Weltkrieg
Einem Großbrand fielen am 19. Oktober 1972 das Bürgerhaus „Alte Reitschule“, Nebengebäude des Schlosses, vier Wohnhäuser und Teile des Heimat- und Bergbaumuseums zum Opfer. Die Weilburger Innenstadt wurde vorübergehend zum Notstandsbereich erklärt.
Weilburg war Kreisstadt des Oberlahnkreises bereits seit dessen Bildung durch die preußische Verordnung vom 22. Februar 1867. Diese Funktion verlor Weilburg, als im Rahmen der hessischen Gebietsreform der Oberlahnkreis und auch der Kreis Limburg aufgelöst wurden und am 1. Juli 1974 der neue Landkreis Limburg-Weilburg entstand, dessen Kreisstadt nun Limburg wurde. Seitdem findet sich eine Außenstelle der Kreisverwaltung im ehemaligen Landratsamt in der Limburger Straße.
In der Stadt Weilburg fand vom 17. bis 26. Juni 2005 der 45. Hessentag statt.

### Hessische Gebietsreform
Am 31. Dezember 1970 fusionierten im Zuge der Gebietsreform in Hessen die bis dahin selbstständigen Gemeinden Ahausen, Bermbach, Drommershausen, Gaudernbach, Hasselbach, Hirschhausen, Kirschhofen, Odersbach und Waldhausen und die Stadt Weilburg auf freiwilliger Basis zur erweiterten Stadt Weilburg. Die diesbezügliche offizielle Urkunde des Landes Hessen übergab Landrat Alfred Schneider im „Roten Salon“ des Hotels Lord in Weilburg. Kubach kam am 1. Juli 1974 kraft Landesgesetz hinzu.
Für die ehemals eigenständigen Gemeinden sowie für die Kernstadt wurde je ein Ortsbezirk mit Ortsbeirat und Ortsvorsteher nach der Hessischen Gemeindeordnung gebildet.

### Verwaltungsgeschichte im Überblick
Die folgende Liste zeigt die Staaten und Verwaltungseinheiten, denen Weilburg angehört(e):
- vor 1806: Heiliges Römisches Reich, Grafschaft/Fürstentum Nassau-Weilburg, Amt Weilburg
- ab 1806: Herzogtum Nassau, Amt Weilburg
- ab 1849: Herzogtum Nassau, Kreisamt Hadamar
- ab 1854: Herzogtum Nassau, Amt Weilburg
- ab 1867: Königreich Preußen, Provinz Hessen-Nassau, Regierungsbezirk Wiesbaden, Oberlahnkreis
- ab 1871: Deutsches Reich, Königreich Preußen, Provinz Hessen-Nassau, Regierungsbezirk Wiesbaden, Oberlahnkreis
- ab 1918: Deutsches Reich, Freistaat Preußen, Provinz Hessen-Nassau, Regierungsbezirk Wiesbaden, Oberlahnkreis
- ab 1944: Deutsches Reich, Freistaat Preußen, Provinz Nassau, Oberlahnkreis
- ab 1945: Deutsches Reich, Amerikanische Besatzungszone, Groß-Hessen, Regierungsbezirk Wiesbaden, Oberlahnkreis
- ab 1946: Deutsches Reich, Amerikanische Besatzungszone, Hessen, Regierungsbezirk Wiesbaden, Oberlahnkreis
- ab 1949: Bundesrepublik Deutschland, Hessen, Regierungsbezirk Wiesbaden, Oberlahnkreis
- ab 1968: Bundesrepublik Deutschland, Hessen, Regierungsbezirk Darmstadt, Oberlahnkreis
- ab 1974: Bundesrepublik Deutschland, Hessen, Regierungsbezirk Darmstadt, Landkreis Limburg-Weilburg
- ab 1981: Bundesrepublik Deutschland, Hessen, Regierungsbezirk Gießen, Landkreis Limburg-Weilburg

## Bevölkerung

### Einwohnerstruktur 2011
Nach den Erhebungen des Zensus 2011 lebten am Stichtag, dem 9. Mai 2011, in Weilburg 12701 Einwohner.
Nach dem Lebensalter waren 2118 Einwohner unter 18 Jahren, 5139 zwischen 18 und 49, 2679 zwischen 50 und 64 und 2766 Einwohner waren älter.
Unter den Einwohnern waren 803 (6,3 %) Ausländer, von denen 215 aus dem EU-Ausland, 433 aus anderen europäischen Ländern und 154 aus anderen Staaten kamen. Von den deutschen Einwohnern hatten 14,6 % einen Migrationshintergrund.
Bis zum Jahr 2020 erhöhte sich die Ausländerquote auf 14,7 %.
Die Einwohner lebten in 5595 Haushalten. Davon waren 1833 Singlehaushalte, 1527 Paare ohne Kinder und 1611 Paare mit Kindern, sowie 489 Alleinerziehende und 135 Wohngemeinschaften. In 1290 Haushalten lebten ausschließlich Senioren und in 3624 Haushaltungen leben keine Senioren.

### Einwohnerentwicklung
| Weilburg: Einwohnerzahlen von 1834 bis 2020 | Weilburg: Einwohnerzahlen von 1834 bis 2020 | Weilburg: Einwohnerzahlen von 1834 bis 2020 | Weilburg: Einwohnerzahlen von 1834 bis 2020 | Weilburg: Einwohnerzahlen von 1834 bis 2020 |
| --- | ------------------------------------------- | ------------------------------------------- | ------------------------------------------- | ------------------------------------------- |
| Jahr |                                             |                                             |                                             | Einwohner                                   |
| 1834 | 1834                                        |                                             | 2.947                                       | 2.947                                       |
| 1840 | 1840                                        |                                             | 3.192                                       | 3.192                                       |
| 1846 | 1846                                        |                                             | 3.834                                       | 3.834                                       |
| 1852 | 1852                                        |                                             | 3.713                                       | 3.713                                       |
| 1858 | 1858                                        |                                             | 4.011                                       | 4.011                                       |
| 1864 | 1864                                        |                                             | 3.007                                       | 3.007                                       |
| 1871 | 1871                                        |                                             | 2.714                                       | 2.714                                       |
| 1875 | 1875                                        |                                             | 2.834                                       | 2.834                                       |
| 1885 | 1885                                        |                                             | 3.697                                       | 3.697                                       |
| 1895 | 1895                                        |                                             | 3.643                                       | 3.643                                       |
| 1905 | 1905                                        |                                             | 3.828                                       | 3.828                                       |
| 1910 | 1910                                        |                                             | 4.002                                       | 4.002                                       |
| 1925 | 1925                                        |                                             | 3.595                                       | 3.595                                       |
| 1939 | 1939                                        |                                             | 3.987                                       | 3.987                                       |
| 1946 | 1946                                        |                                             | 5.882                                       | 5.882                                       |
| 1950 | 1950                                        |                                             | 6.223                                       | 6.223                                       |
| 1956 | 1956                                        |                                             | 6.158                                       | 6.158                                       |
| 1961 | 1961                                        |                                             | 6.699                                       | 6.699                                       |
| 1967 | 1967                                        |                                             | 5.964                                       | 5.964                                       |
| 1970 | 1970                                        |                                             | 12.259                                      | 12.259                                      |
| 1972 | 1972                                        |                                             | 12.299                                      | 12.299                                      |
| 1975 | 1975                                        |                                             | 12.652                                      | 12.652                                      |
| 1980 | 1980                                        |                                             | 12.256                                      | 12.256                                      |
| 1985 | 1985                                        |                                             | 11.946                                      | 11.946                                      |
| 1990 | 1990                                        |                                             | 13.079                                      | 13.079                                      |
| 1995 | 1995                                        |                                             | 13.465                                      | 13.465                                      |
| 2000 | 2000                                        |                                             | 13.680                                      | 13.680                                      |
| 2010 | 2010                                        |                                             | 13.093                                      | 13.093                                      |
| 2011 | 2011                                        |                                             | 12.701                                      | 12.701                                      |
| 2015 | 2015                                        |                                             | 13.337                                      | 13.337                                      |
| 2020 | 2020                                        |                                             | 12.955                                      | 12.955                                      |
| Datenquelle: Historisches Gemeindeverzeichnis für Hessen: Die Bevölkerung der Gemeinden 1834 bis 1967. Wiesbaden: Hessisches Statistisches Landesamt, 1968. Weitere Quellen: LAGIS; 1972; Hessisches Statistisches Informationssystem; Zensus 2011 ab 1970 einschließlich der im Zuge der Gebietsreform in Hessen eingegliederten Orte. |                                             |                                             |                                             |                                             |

### Religionszugehörigkeit
Die Zugehörigkeiten zu den Religionen verteilen sich wie folgt:
- 1885: 2873 evangelische (= 77,7 %), 603 katholische (= 16,3 %), ein anderer christlich-konfessioneller und 220 jüdische (= 6,0 %) Einwohner[11]
- 1961: 4419 evangelische (= 66,0 %) und 2079 (= 31,0 %) katholische Einwohner[11]
- 1987: 8608 evangelische (= 68,8 %), 2861 katholische (= 22,9 %), 1037 sonstige (= 8,3 %) Einwohner[19]
- 2011: 7070 evangelische (= 55,7 %), 2760 katholische (= 22,7 %), 2870 sonstige (= 22,6 %) Einwohner[19]

Die Katholiken von Weilburg pilgern seit vielen Jahrzehnten zur Wallfahrtskapelle Maria Hilf in Beselich und geben dort ihren Glauben kund.

### Geschichte der Stadtteile
Ahausen wird erstmals im Jahr 1320 in einer Urkunde erwähnt. Das Haufendorf liegt unmittelbar an der Lahn und der Einmündung des Grundbachs, was die frühere Existenz von drei Mühlen erklärt.
Unter der Bezeichnung Berinbach wird 1253 erstmals der Stadtteil Bermbach erwähnt. Neben der Landwirtschaft war es der Bergbau, in dem die Einwohner Bermbachs tätig waren. Der Erzabbau in den auf Bermbachs Gemarkung befindlichen Gruben wurde um 1914 eingestellt.
Die Bestätigung eines Gutshofs im Jahr 1196 durch Papst Coelestin III. ist die urkundliche Ersterwähnung von Drommershausen. Für 1666 ist eine Ölmühle bezeugt, und ein Hochofen zur Verhüttung des in der Umgegend gewonnenen Eisensteins wird 1679 genannt.
Als Gauderinbach wird im Jahr 1325 erstmals der heutige Weilburger Ortsteil Gaudernbach erwähnt. Der Ort gehörte einst zum Amt Runkel und dem Kirchspiel Schupbach. Die dem heiligen Petrus geweihte Kapelle wurde 1769 erbaut. Eine Schule im Ort wird schon vor 1618 erwähnt; wie lange sie Bestand hatte, ist allerdings unbekannt. Bei einem Großbrand im Jahr 1863 wurden 68 Gebäude in Gaudernbach vernichtet. Neben der Landwirtschaft und dem Bergbau fanden die Einwohner ihr Auskommen als Arbeiter im Gaudernbacher Lahnmarmorbruch.
In einer Urkunde aus dem Jahr 1235 wird erstmals der Ortsname Hasilibach erwähnt, der sich später zu Hasselbach wandelte. Zur Zeit ihrer Ersterwähnung gehörte die Siedlung dem trierschen Burgmann Johann von Schupbach, der in Montabaur residierte.

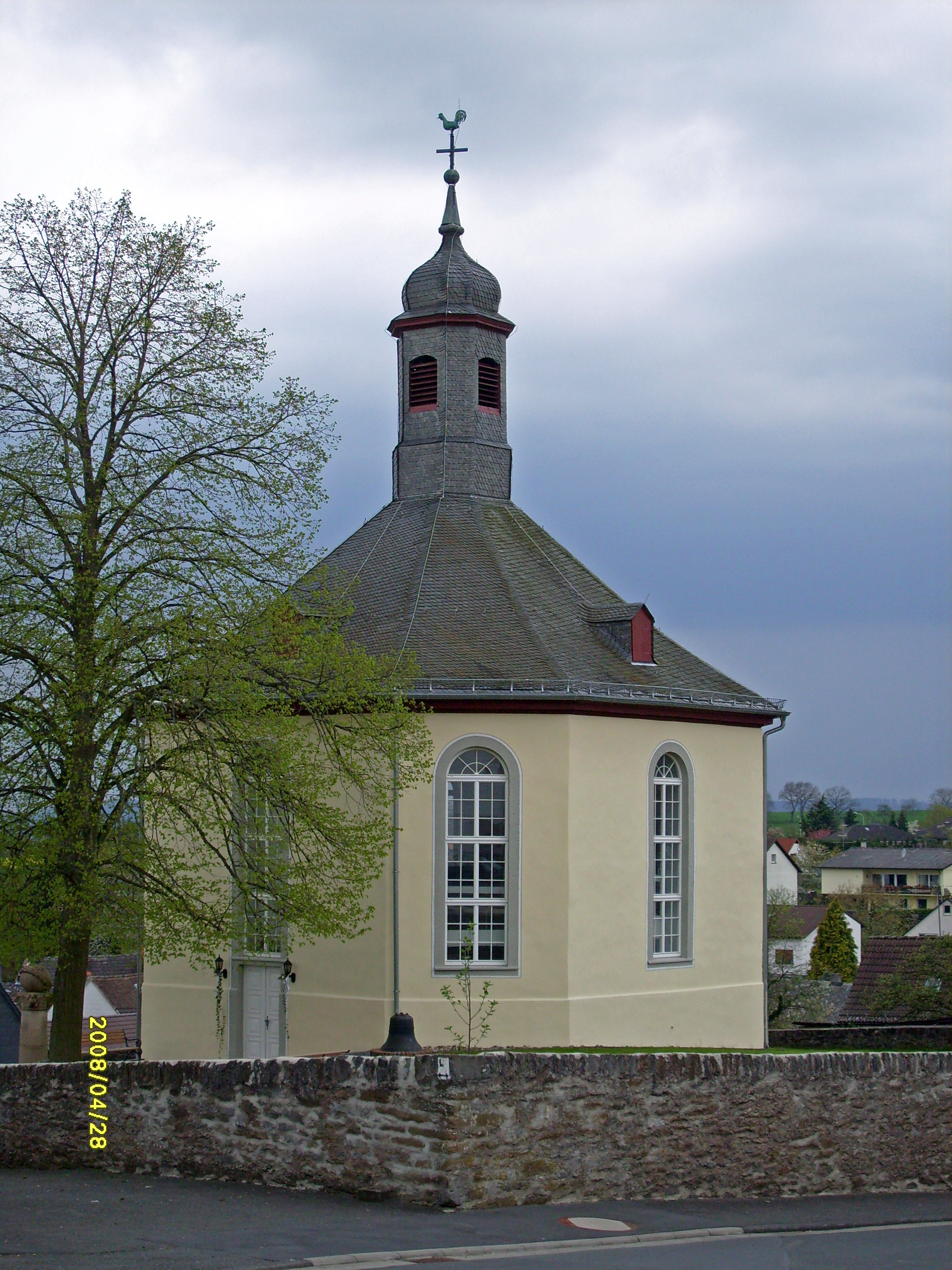
Evangelische Kirche in Hirschhausen

Hirschhausen wird erstmals 1327 urkundlich erwähnt und ist 1466 als Herbishusen in Schriftstücken zu finden. In der Gemarkung Hirschhausen fanden sich mehrere Rot- und Brauneisensteingruben, unter denen die Grube Anna eine der reichsten im Lahngebiet war. Erwähnenswert ist die durch 27 Hirschhäuser Familien 1763 erbaute achteckige evangelische Kirche. Zwischen Hirschhausen und Drommershausen bestand im 15. und bis zur Mitte des 16. Jahrhunderts die Wallfahrtsstätte Pfannstiel.
Die erste urkundliche Erwähnung des Stadtteils Kirschhofen datiert aus dem Jahr 1363 mit der Schreibweise Kyrchschyrben. Die Schreibung Kirschhofen ist seit 1684 bekannt. Seit 1978 ist Kirschhofen über eine Fußgängerbrücke mit dem auf der anderen Lahnseite liegenden Stadtteil Odersbach verbunden.
Der Stadtteil Kubach findet als parvulam cubach erstmals in der Urkunde Ottos III. vom 27. Dezember 1000 Erwähnung. Eine eigene Kirche wird für Kubach ab 1516 angenommen. Die heute im Ort vorhandene Kirche wurde 1784 fertiggestellt.
Odersbach und Waldhausen sind die beiden Weilburger Stadtteile, deren erste Erwähnung noch vor der Weilburgs im Jahr 906 datiert ist.
Waldhausen wird erstmals im Jahr 881 im Goldenen Buch der Abtei Prüm erwähnt. Seine Bezeichnung darin lautet Mark Ualthusa und bezieht sich auf die dortige Siedlung und den karolingische Waldbesitz. Landwirtschaft und Bergbau bildeten bis 1960 die Haupterwerbsquellen der Einwohner.

## Politik

### Wahl zur Stadtverordnetenversammlung 2021
Die jüngste Kommunalwahl fand am 14. März 2021 statt. Bei dieser Wahl, bei der das stimmberechtigte Volk über die Zusammensetzung der Stadtverordnetenversammlung entschied, waren in der Stadt Weilburg 9855 Einwohner wahlberechtigt, von denen 4793 von der Wahlberechtigung Gebrauch machten. Die Wahlbeteiligung lag bei 48,64 Prozent. Die Kommunalwahl lieferte folgendes Ergebnis, in Vergleich zu früheren Kommunalwahlen:
| Stadtverordnetenversammlung – Kommunalwahlen 2021 | Stadtverordnetenversammlung – Kommunalwahlen 2021                                          |
| --- | ------------------------------------------------------------------------------------------ |
| Stimmenanteil in ProzentWahlbeteiligung: 48,64 % 403020100 34,728,414,89,78,92,21,3 CDUSPDGrüneFWGFDPAfDLinkeGewinne und Verlusteim Vergleich zu 2016 %p 6 4 2 0 −2 −4 −6+2,9−5,1+5,8−5,7−1,5+2,2+1,3CDUSPDGrüneFWGFDPAfDLinke | SitzverteilungInsgesamt 37 Sitze - SPD: 11 - Grüne: 5 - FDP: 3 - FWG: 4 - CDU: 13 - AfD: 1 |

| Parteien und Wählergemeinschaften | Parteien und Wählergemeinschaften           | 2021  | 2021  | 2016  | 2016  | 2011  | 2011  | 2006  | 2006  | 2001  | 2001  |
| Parteien und Wählergemeinschaften | Parteien und Wählergemeinschaften           | %     | Sitze | %     | Sitze | %     | Sitze | %     | Sitze | %     | Sitze |
| --------------------------------- | ------------------------------------------- | ----- | ----- | ----- | ----- | ----- | ----- | ----- | ----- | ----- | ----- |
| CDU                               | Christlich Demokratische Union Deutschlands | 34,7  | 13    | 31,8  | 12    | 34,0  | 13    | 35,4  | 13    | 32,8  | 12    |
| SPD                               | Sozialdemokratische Partei Deutschlands     | 28,4  | 11    | 33,5  | 12    | 37,6  | 14    | 40,2  | 15    | 40,9  | 15    |
| Grüne                             | Bündnis 90/Die Grünen                       | 14,8  | 5     | 9,0   | 3     | 13,3  | 5     | 6,5   | 2     | 5,3   | 2     |
| FWG                               | Freie Wählergemeinschaft                    | 9,7   | 4     | 15,4  | 6     | 9,0   | 3     | 11,3  | 4     | 14,6  | 6     |
| FDP                               | Freie Demokratische Partei                  | 8,9   | 3     | 10,4  | 4     | 6,0   | 2     | 6,6   | 3     | 6,4   | 2     |
| AfD                               | Alternative für Deutschland                 | 2,2   | 1     | –     | –     | –     | –     | –     | –     | –     | –     |
| Linke                             | Die Linke                                   | 1,3   | 0     | –     | –     | –     | –     | –     | –     | –     | –     |
| Gesamt                            | Gesamt                                      | 100,0 | 37    | 100,0 | 37    | 100,0 | 37    | 100,0 | 37    | 100,0 | 37    |
| Wahlbeteiligung in Prozent        | Wahlbeteiligung in Prozent                  | 48,6  | 48,6  | 47,8  | 47,8  | 46,4  | 46,4  | 43,4  | 43,4  | 53,2  | 53,2  |

### Bürgermeister

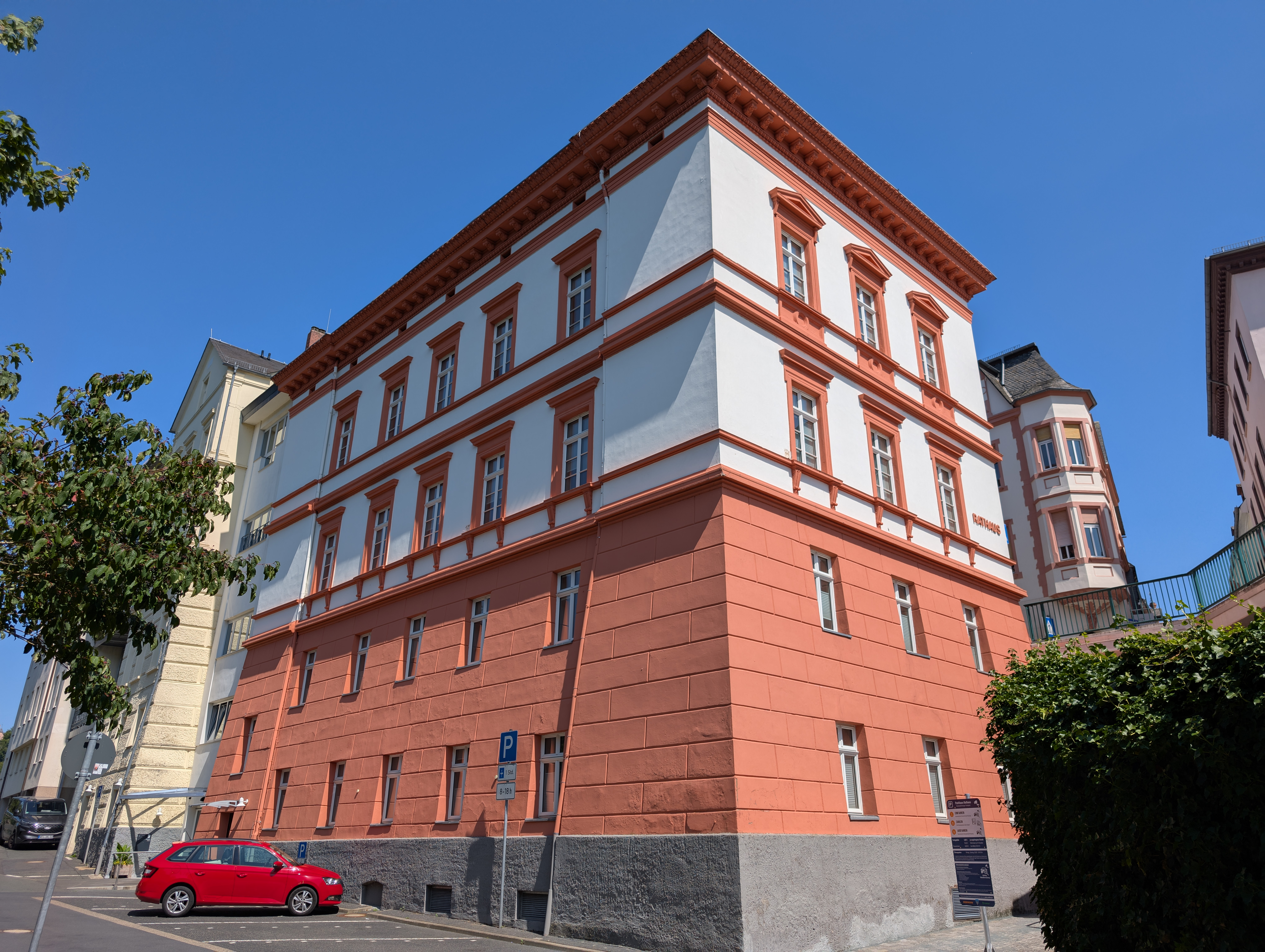
Das Rathaus der Stadt Weilburg in der Mauerstraße 6–8

Nach der hessischen Kommunalverfassung wird der Bürgermeister für eine sechsjährige Amtszeit gewählt, seit dem Jahr 1993 in einer Direktwahl, und ist Vorsitzender des Magistrats, dem in der Stadt Weilburg neben dem Bürgermeister ehrenamtlich ein Erster Stadtrat und zehn weitere Stadträte angehören. Die Stärke der in der Stadtverordnetenversammlung vertretenen Fraktionen spiegelt sich grundsätzlich in der Zusammensetzung des ehrenamtlichen Magistrats wider. Bürgermeister ist seit dem 1. Juli 2017 Johannes Hanisch (CDU). Er wurde als Nachfolger von Hans-Peter Schick, der nach vier Amtszeiten nicht wieder kandidiert hatte, am 12. März 2017 im ersten Wahlgang bei 55,8 Prozent Wahlbeteiligung mit 61,5 Prozent der Stimmen gewählt. Es folgte eine Wiederwahl im März 2023.
Amtszeiten der Bürgermeister
- 2017–2029 Johannes Hanisch (CDU)[27]
- 1993–2017 Hans-Peter Schick[28]
- 1981–1993 Erhard Olschewski (SPD) (1932–2021)[31]
- 1973–1981 Bodo Abt (SPD)[32]
- 1970–1973 Rudolf Lehmann[32]

### Wahl zum Hessischen Landtag 2023
Bei der Landtagswahl in Hessen 2023 am 8. Oktober waren 9.414 Bürger wahlberechtigt. Gewählt haben 5973 Bürger, die Wahlbeteiligung lag bei 63,45 Prozent. Von den 5973 abgegebenen Stimmen waren 5855 (98,02 Prozent) gültig, 118 (1,98 Prozent) ungültig.
Im Rahmen der Erststimmen (Wahlkreisstimmen) erreichte der Kandidat der CDU, Andreas Hofmeister, mit 35,88 Prozent den ersten Platz. Der Kandidat der SPD, Tobias Eckert, erhielt 23,15 Prozent, knapp gefolgt vom Kandidaten der AfD, Egon Maurer, mit 23,10 Prozent. Die Kandidatin der Grünen, Anke Föh-Harshman, erhielt 8,18 Prozent.
Bei den Zweitstimmen (Landesstimmen) wurde die CDU mit 33,82 Prozent (1980 Stimmen) wählerstärkste Kraft, gefolgt von der AfD mit 24,25 Prozent (1420 Stimmen). Die SPD erreichte 17,54 Prozent (1027 Stimmen) und die Grünen 10,83 Prozent (634 Stimmen).

### Wahl zum Deutschen Bundestag 2025
Hinsichtlich der Wahl zum Deutschen Bundestag gehört die Stadt zum Bundestagswahlkreis Hochtaunus (Nummer 175). Im Rahmen der Bundestagswahl 2025 war gemäß der Wahlbekanntmachung der Stadt Weilburg vom 13. Februar 2025 die Gemeinde in 15 Wahlbezirke eingeteilt.
Bei dieser Bundestagswahl erreichte bei den Erststimmen der Wahlkreisbewerber der CDU mit 30,3 Prozent (2.285 Stimmen) den ersten Platz, gefolgt vom Wahlkreisbewerber der AfD mit 24,5 Prozent (1.853 Stimmen) und jenem der SPD mit 23,7 Prozent (1.790 Stimmen). Alle anderen in Weilburg für die Bundestagswahl wählbaren Parteien erhielten jeweils einstellige Prozentwerte bei den Erststimmen.
Im Rahmen der Zweitstimmen (Parteistimmen) gewann die CDU mit 26,7 Prozent (2.019 Stimmen), gefolgt von der AfD mit 23,8 Prozent (1.800 Stimmen) und der SPD mit 20,9 Prozent (1.578 Stimmen). Alle anderen Parteien erreichten bei den Zweitstimmen jeweils einstellige Prozentwerte.

### Ortsbeiräte und Ortsvorsteher
Weilburg hat elf Ortsbeiräte und -vorsteher, die für örtliche Bürgerangelegenheiten zuständig sind.
| Stadtteil      | Ortsvorsteher        |
| -------------- | -------------------- |
| Weilburg       | Joachim Kinedt       |
| Waldhausen     | Mathis Klapper       |
| Odersbach      | Heinz-Jürgen Deuster |
| Kubach         | Uwe Abel             |
| Kirschhofen    | Heiko Rabs           |
| Hirschhausen   | Jürgen Engel         |
| Hasselbach     | Sebastian Börner     |
| Gaudernbach    | Stefan Haibach       |
| Drommershausen | Thorsten Krämer      |
| Bermbach       | Kai Schmidt          |
| Ahausen        | Anja Ludwig          |

### Hoheitszeichen
Die Stadt Weilburg führt als Hoheitszeichen ein Dienstsiegel, ein Wappen und eine Flagge. Die Bannerflagge der Stadt Weilburg ist gelb, blau, weiß gestreift und wurde 1957 genehmigt. Ferner verwendet die Stadt ein Logo.

#### Wappen
| Wappen von Weilburg | Blasonierung: „In Blau eine wachsende, schwarzgefugte, silberne Burg mit großquadriger Zinnenmauer, gezinntem, rotbehelmten und golden beknauftem Mittelturm zwischen zwei niedrigeren Zinnentürmen, alle mit einem schwarzen gotischen Zwillingsfenster; das mit schwarzen Lilienbändern beschlagene, geschlossene Rundportal belegt mit einem gelehnten Schild, darin in Blau ein rotbewehrter goldener Löwe, bestreut mit goldenen Schindeln.“                                        |
| Wappen von Weilburg | Wappenbegründung: Vorbild des Stadtwappens war das Weilburger Stadtsiegel von 1329. Das Wappen zeigt eine befestigte Stadt mit drei Kirchen und einen kleinen Schild mit dem Wappen der Grafen von Nassau, deren Stadt lange Zeit ihr Besitztum war. Alle späteren Siegel sehen dem Wappen sehr ähnlich, bis im 19. Jahrhundert der Löwe von Nassau entfernt wurde. Das Wappen der Stadt Weilburg wurde erst anlässlich des tausendjährigen Bestehens der Stadt im Jahre 1906 genehmigt. |

#### Siegel
Das Stadtsiegel Weilburgs ist erstmals auf einer Urkunde aus dem Jahr 1327 nachgewiesen. Vermutlich wurde dieses Siegel jedoch bereits aus Anlass der 1295 erfolgten Stadtrechtsverleihung angeschafft. Das Siegel trägt die Inschrift: SIGILLUM CIVITATIS IN WILBURC („Siegel der Bürgerschaft in Weilburg“). Das Siegelbild zeigt eine Stadtmauer mit zwei gleich hohen Ecktürmen, dazwischen einen höheren Turm mit Spitzdach und in der Mitte der Stadtmauer ein Stadttor mit Wappen.
Neben dem Erstsiegel wurde, wahrscheinlich im ausgehenden 14. Jahrhundert, ein kleineres Siegel angeschafft. Ein Ersatz für dieses Siegel wurde vor 1650 in Auftrag gegeben.
Neben diesen drei noch vorhandenen Stadtsiegeln wurde ein weiteres Siegel, ebenfalls nach dem Vorbild des Erstsiegels, im Jahr 1905 geschaffen.
Im Rahmen der Partnerschaftsschließung der Stadt Weilburg a.d. Lahn mit der Kreisgruppe Rheingau-Hessen-Nassau des Verbandes der Reservisten der Deutschen Bundeswehr e. V. wurde der Stadt Weilburg am 27. September 2013 ein neues Stadtsiegel überreicht. Das Siegelbild zeigt eine Stadtmauer mit zwei gleich hohen Ecktürmen, dazwischen einen höheren Turm mit Spitzdach und in der Mitte der Stadtmauer ein Stadttor mit Wappen, im oberen Halbrund den Schriftzug Stadt Weilburg a.d. Lahn und im unteren Halbrund den Schriftzug Der Bürgermeister.

### Haushalt
2023
Der Haushaltsplan 2023 der Stadt Weilburg vom 8. Dezember 2022 sieht im Ergebnisplan ordentliche Erträge (Einnahmen) in Höhe von 38.985.403 Euro vor. Dem stehen ordentliche Aufwendungen (Ausgaben) von 38.975.697 Euro im Ergebnisplan gegenüber. Mit einem positiven Haushaltssaldo von 9706 Euro übersteigen die Erträge die Aufwendungen.
Die Stadt Weilburg hat mit dem Haushaltsplan 2023 den Hebesatz der Grundsteuer A auf 390 Prozent und jenen der Grundsteuer B auf 460 Prozent festgesetzt. Die Gewerbesteuer besteuert die Stadt Weilburg laut dem Haushaltsplan 2023 mit 380 Prozent.
2024
Für den Haushalt des Jahres 2024 hat die Stadt Weilburg einen Ertrag (Einnahmen) in Höhe von 40.919.388 Euro veranschlagt. Für dasselbe Jahr sieht der Haushaltsplan Aufwendungen (Ausgaben) von 40.725.037 Euro vor. Da gemäß dem Haushaltsplan 2024 die Einnahmen höher als die Ausgaben sind, ist der Saldo positiv und beträgt 194.351 Euro.
Mit dem Haushaltsplan 2024 wurde für die Grundsteuer A ein Hebesatz von 390 Prozent und für die Grundsteuer B ein Hebesatz von 535 Prozent beschlossen; der Hebesatz für die Gewerbesteuer wurde auf 380 Prozent festgesetzt.
2025
Mit Entwurf der Haushaltssatzung der Stadt Weilburg für das Haushaltsjahr 2025 vom 12. Dezember 2024 sieht der Haushalt für 2025 einen Gesamtertrag von 42.075.048 Euro vor. Dem stehen Aufwendungen in Höhe von 42.005.923 Euro vor. Hieraus ergibt sich im Entwurf ein positiver Saldo.

### Partnerschaften
Die Stadt Weilburg unterhält sieben Partnerschaften.
- seit 1958:  Privas, Frankreich
- seit 1966:  Zevenaar, Niederlande
- seit 1998:  Kežmarok, Slowakei
- seit 2004:  Colmar-Berg, Luxemburg
- seit 2006:  Kızılcahamam, Türkei
- seit 2010:  Quattro Castella, Italien
- seit 2013:  Kreisgruppe Rheingau-Hessen-Nassau des Verbandes der Reservisten der Deutschen Bundeswehr e. V.

Weilburg und Quattro Castella hatten bereits im Jahr 2002 eine gemeinsame Freundschaftserklärung abgegeben.
Mit Girne (Türkische Republik Nordzypern) besteht seit 2007 eine Zusammenarbeit.
Eine Städtepartnerschaft mit Tortona (Italien) bestand in den Jahren 1964 bis August 2008.
Die Patenschaft mit der Stabskompanie Logistikregiment 46 (Diez, Rheinland-Pfalz) wurde im September 2012 beendet, da die Stabskompanie aufgelöst wurde. Eine neue Partnerschaft mit der Kreisgruppe Rheingau-Hessen-Nassau des Verbandes der Reservisten der Deutschen Bundeswehr e. V. wurde am 27. September 2013 geschlossen.

## Kultur und Sehenswürdigkeiten

### Museen

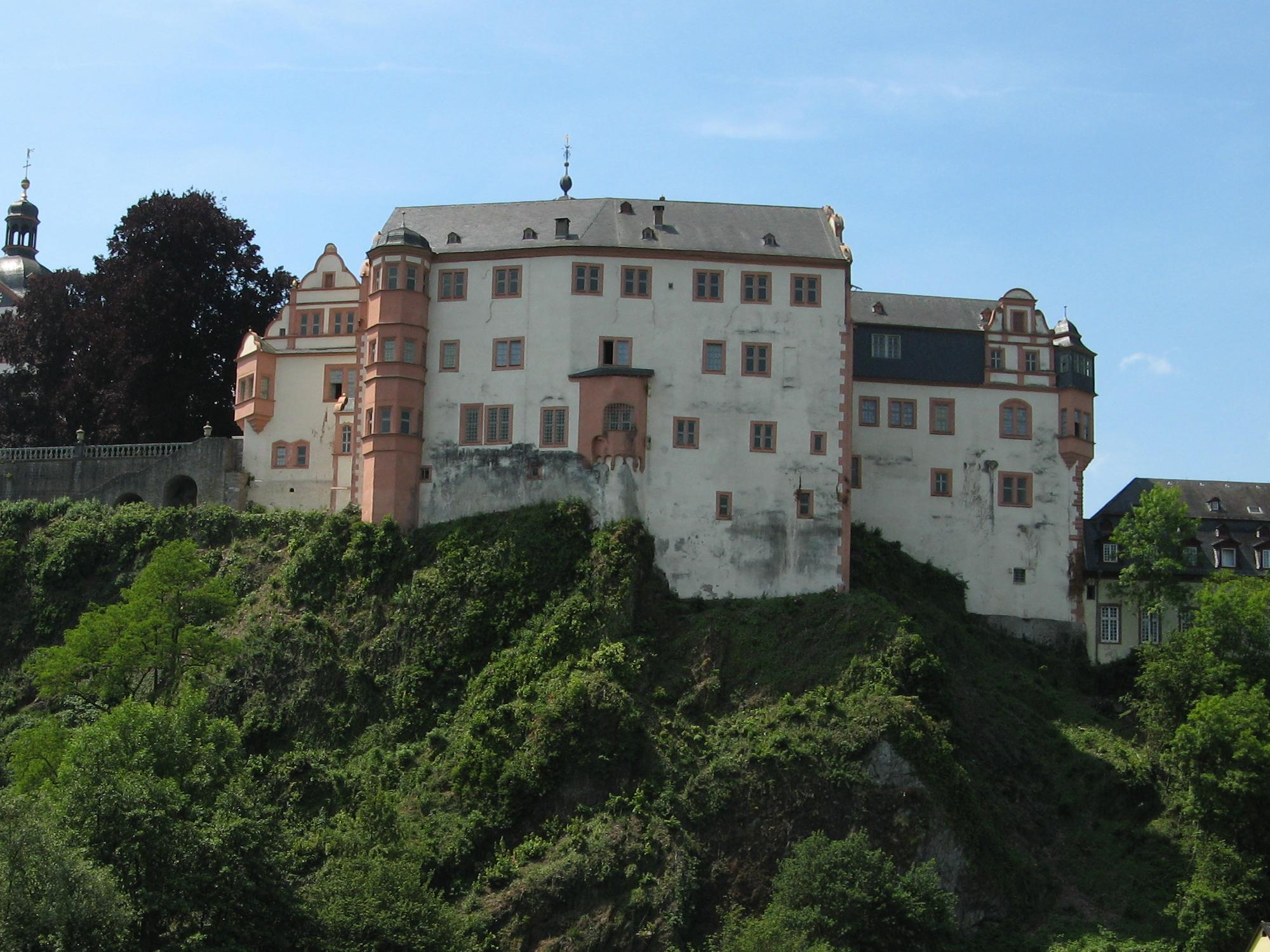
Das Schloss prägt das Stadtbild Weilburgs.

Das Schloss Weilburg ist seit 1935 ein Museum, das nur in der Form von Führungen zu besichtigen ist.
Im ehemaligen Kanzleigebäude des Schlosses ist das Bergbau- und Stadtmuseum Stadt Weilburg an der Lahn untergebracht, das über 1200 Quadratmeter Ausstellungsfläche verfügt. Präsentiert werden Exponate aus der Stadtgeschichte und eine umfangreiche Ausstellung über die Tradition des Bergbaus in Weilburg und Umgebung. Für das seit 1972 bestehende – und damit Hessens ältestes – Bergbaumuseum wurde im Schlossberg eine 200 Meter lange Schaustollenanlage eingerichtet, in der originale Bergbaumaschinen aufgestellt sind.
Im Ortsteil Gaudernbach befindet sich das Deutsche Baumaschinen-Modellmuseum. Das Museum wurde 1989 von dem Bauunternehmen Walter Feickert gegründet. Es präsentiert etwa 1200 Baumaschinen- und Baustellenmodelle.
Im Juni 2017 eröffnete das Rosenhang-Museum als Museum für zeitgenössische Kunst. Sitz des Museums, das unter anderem die Sammlung seines Gründers Joachim Legner beherbergt, ist das historische Brauereigebäude im Ahäuser Weg.

### Regelmäßige Veranstaltungen
Die Weilburger Schlosskonzerte sind seit 1971 eine Konzertreihe mit meist klassischer Musik im Schloss, in der Schlosskirche oder im Renaissancehof des Schlosses. Sie finden jährlich im Sommer statt.
Die Weilburger Kirmes wird nachweislich seit dem Jahr 1596 begangen. Manche Bräuche haben sich seit langem erhalten, wie das „Anschießen“ der Kirmes, die Stiftung von Schießpreisen, die erstmals für 1846 durch die Stadt überliefert ist und später auf Preisstiftungen durch die Bürger erweitert wurde, das Schießen auf die Ehrenscheibe und der von Mädchen aufgeführte Kirmestanz. Träger der Kirmes ist die im Jahr 1813 gegründete Weilburger Bürgergarde, in deren Händen seitdem die Fortführung der traditionellen Weilburger Kirchweih liegt.
Seit dem Jahr 1992 veranstaltet die Stadt Weilburg in der Oberen Orangerie des Weilburger Schlosses jährlich den Weilburger Abend, an dem rund 200 geladene Gäste teilnehmen. Stets spricht ein bekannter Referent zu besonderen gesellschaftlichen Themen. Seit 2010 wird hierbei der Konradspreis, der Ideen und Projekte, welche die Stadt Weilburg voranbringen, nach der Entscheidung einer Jury mit einem Preisgeld verliehen.

### Bauwerke

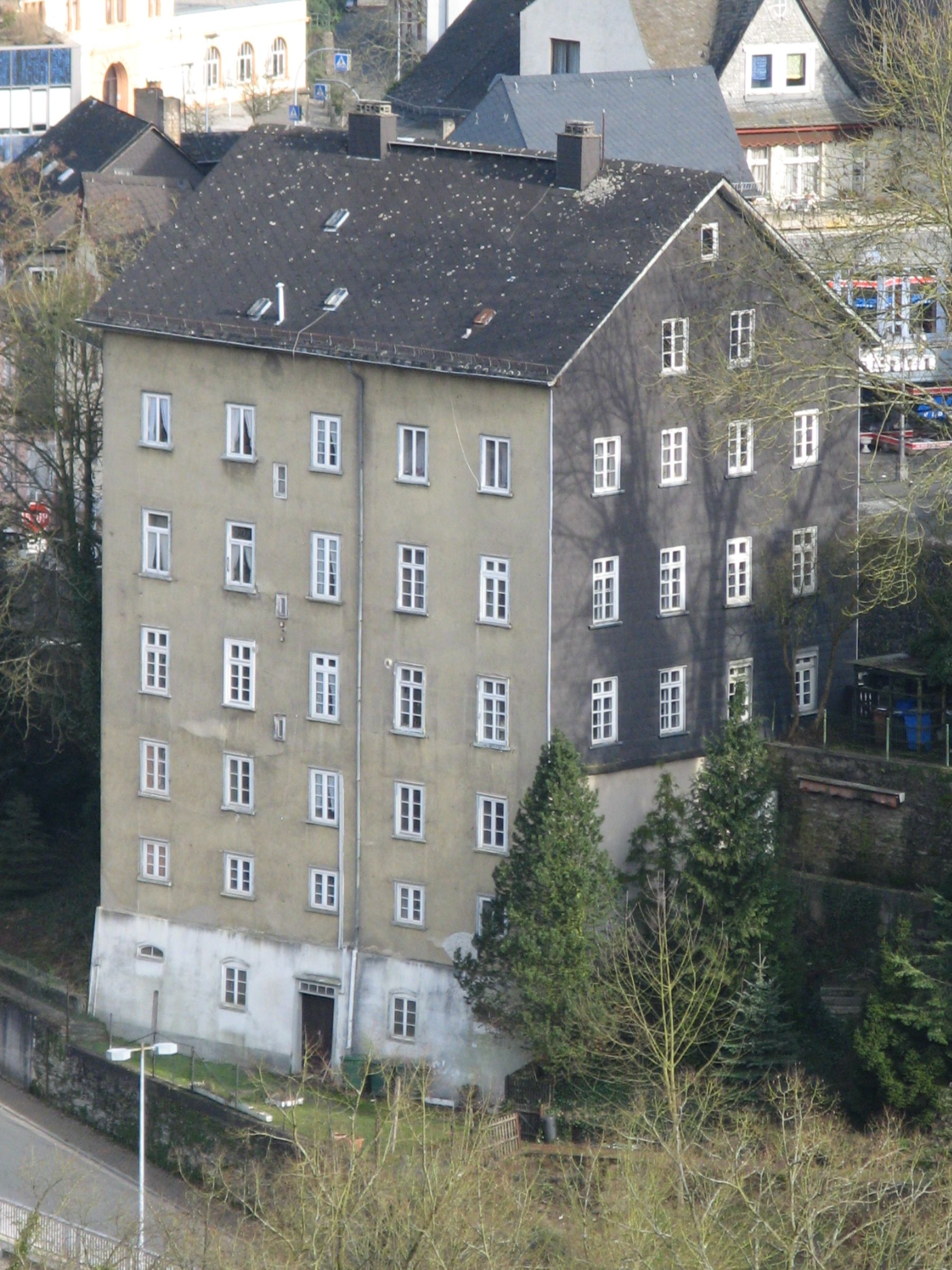
Das höchste Stampflehmgebäude Deutschlands (errichtet vor 1836)

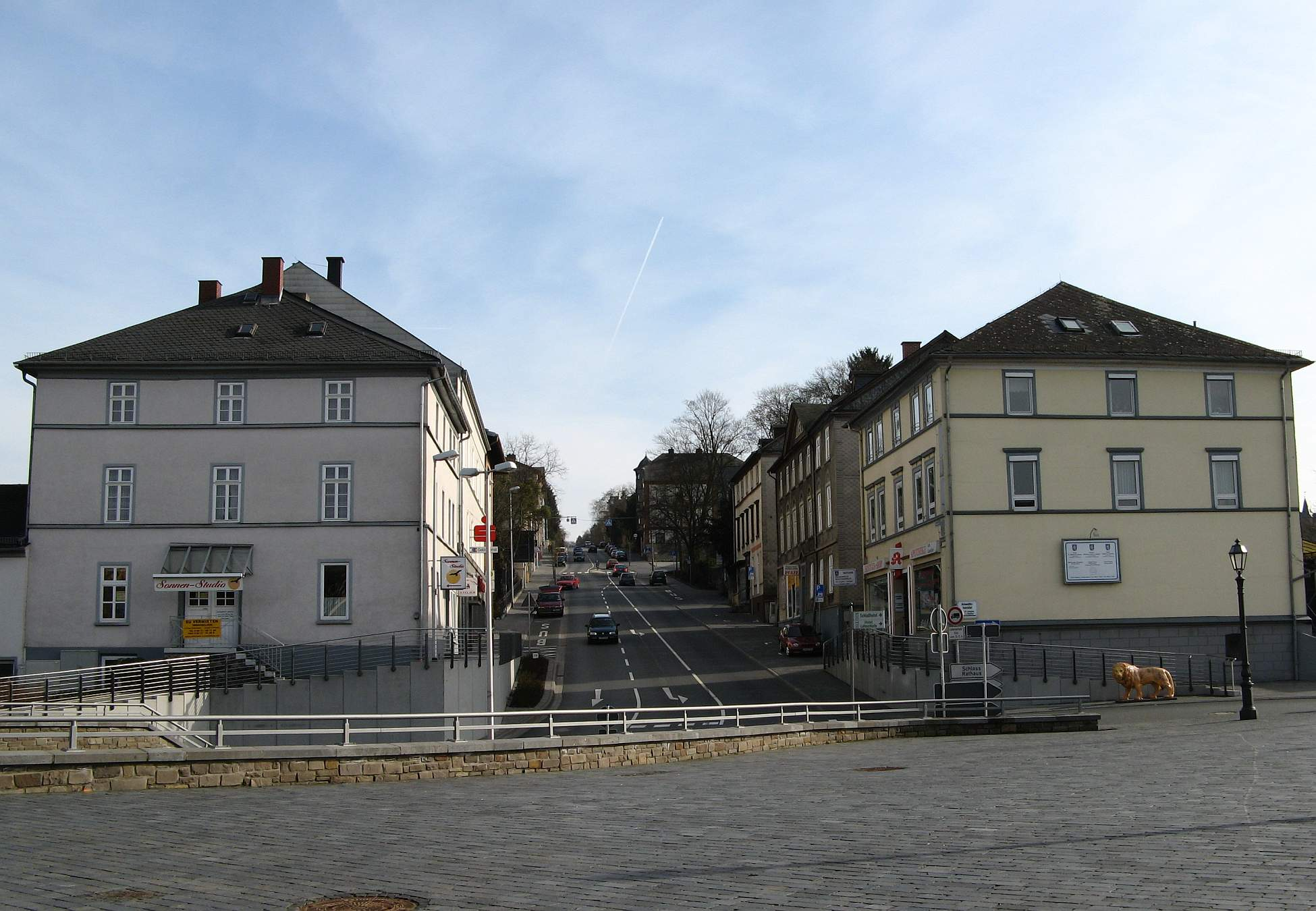
Blick vom Landtor zur Frankfurter Straße

Weilburg war viele Jahre lang Residenzstadt und Regierungssitz des Hauses Nassau-Weilburg. Die Gebäude prägen bis heute das Stadtbild der Innenstadt. Das wichtigste Gebäude ist das Schloss aus dem 14. Jahrhundert. Es wurde im 16. und 18. Jahrhundert umgebaut. Die als „Kernschloss“ bezeichneten Renaissance-Teile werden zu den am besten erhaltenen Renaissanceschlössern in Hessen gezählt. Nach der barocken Erweiterung unter Johann-Ernst von Nassau-Weilburg nimmt es fast die Hälfte der Altstadt ein. Zum Schloss gehört auch die evangelische Schlosskirche vom Anfang des 18. Jahrhunderts.
Auch die Gebäude am Marktplatz mit dem Neptunbrunnen (von 1709) und in der Altstadt wurden zeitgleich mit dem Schloss errichtet. Daneben stehen aber noch weitere Fachwerkhäuser vom 16. bis zum 19. Jahrhundert.
Auf dem „Alten Friedhof“ befinden sich ein „Kalvarienberg“ und die „Heilig-Grab-Kapelle“, die sich an der Grabeskirche in Jerusalem orientiert.
In unmittelbarer Nähe des „Alten Friedhofs“ wurde im Jahr 1958 von der katholischen Gemeinde die heute denkmalgeschützte Kirche „Heilig Kreuz“ mit einem Campanile, einem frei stehenden Glockenturm, gebaut. Architekt war der Wiesbadener Paul Johannbroer, der bereits für mehrere weitere Kirchenbauten verantwortlich war. Sehenswert sind die Glasfenster des Glaskünstlers Johannes Beeck. Auf der rechten Seite sind Szenen aus dem Alten und auf der linken Szenen aus dem Neuen Testament dargestellt.
Für das Gymnasium Philippinum Weilburg wurde im 18. Jahrhundert in der Mauerstraße ein repräsentatives Gebäude errichtet. Heute beherbergt der Bau die Weilburger Pflegefachschule, die Kreis- und Stadtbücherei sowie Büro- und Vereinsräume. Der gegenüberliegende „Komödienbau“ entstand im Jahr 1810 als Hoftheater. Dessen begrenzte Nutzung war dem Gymnasium ab 1817 gestattet, ein Umbau des Gebäudes für schulische Zwecke erfolgte im Jahr 1879. Heutzutage beherbergt der Bau einen gastronomischen Betrieb, und der ehemalige Theatersaal dient u. a. als Sitzungssaal der Stadtverordnetenversammlung.
Im 19. Jahrhundert wuchs das Stadtgebiet deutlich über die mittelalterlichen Stadtgrenzen hinaus. In der Limburger Straße, der Bahnhofstraße und Frankfurter Straße wurden viele Stampflehmgebäude (Piseebauten) errichtet. Insbesondere an der Bahnhofstraße besteht noch eine geschlossene Fassadenflucht. In Weilburg steht mit dem Haus Hainallee 1 auch das höchste deutsche Gebäude dieser Bauart.
Als weltweit einmalig gilt das „Weilburger Tunnelensemble“. Hier liegen nebeneinander Tunnel für Auto, Schiff und Eisenbahn. Insbesondere der 1847 eröffnete Schifffahrtstunnel stellt ein in Deutschland einmaliges Bauwerk dar. Der jüngste Tunnel des Ensembles ist der im Jahr 2004 freigegebene Mühlbergtunnel der Teilortsumgehung Weilburg.

Die drei Tunnel Weilburgs
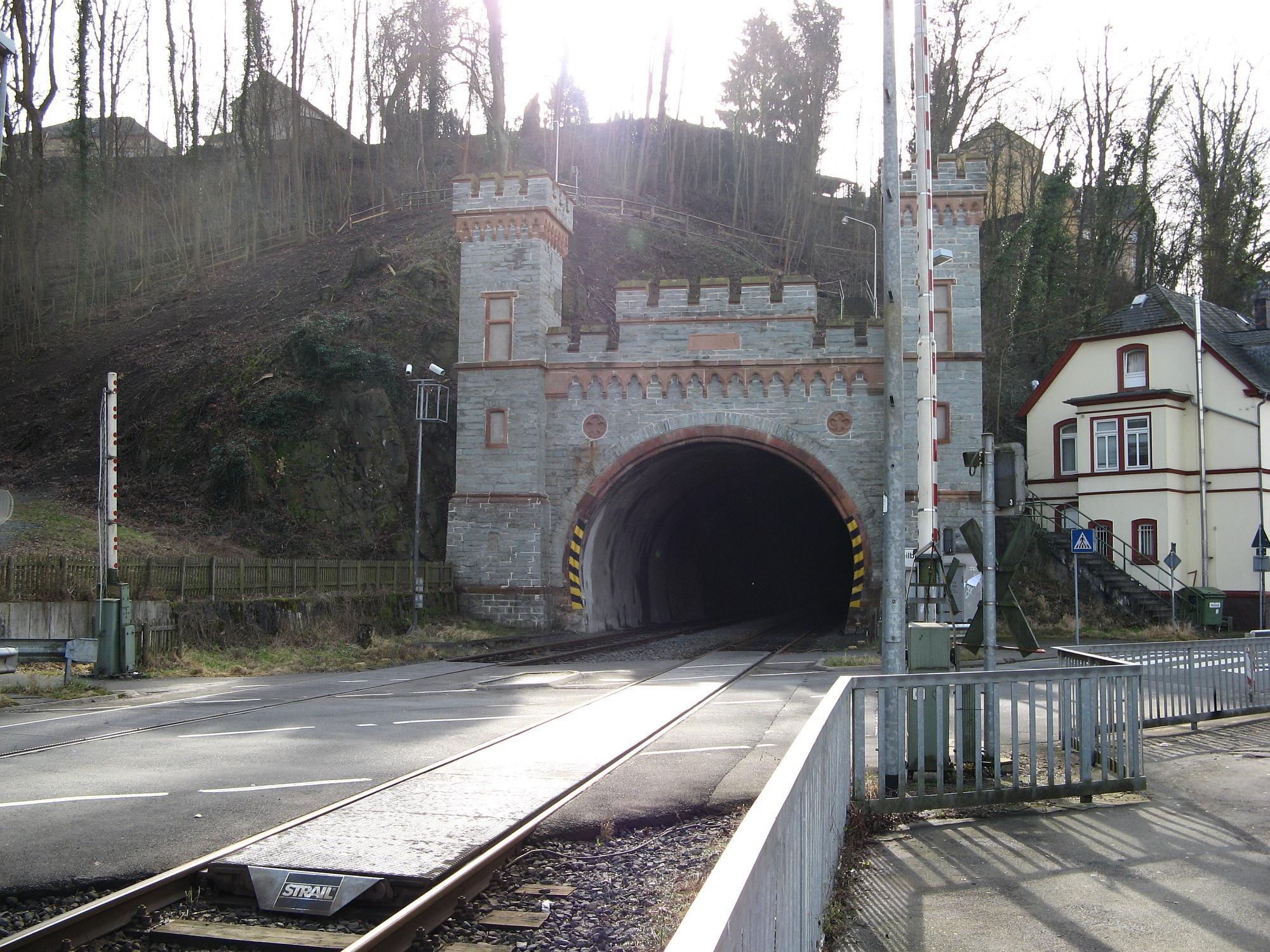
Eisenbahntunnel
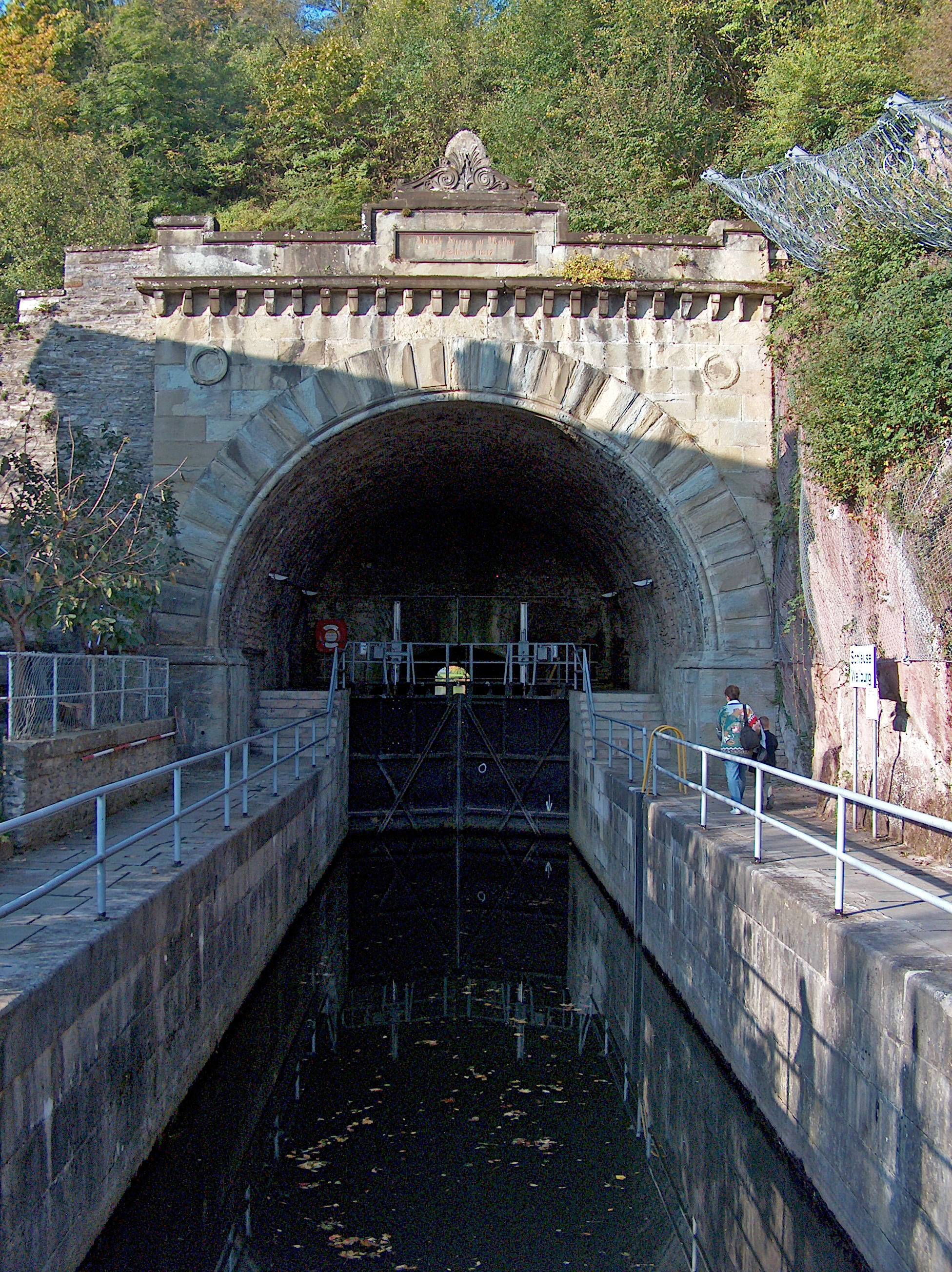
Schiffstunnel
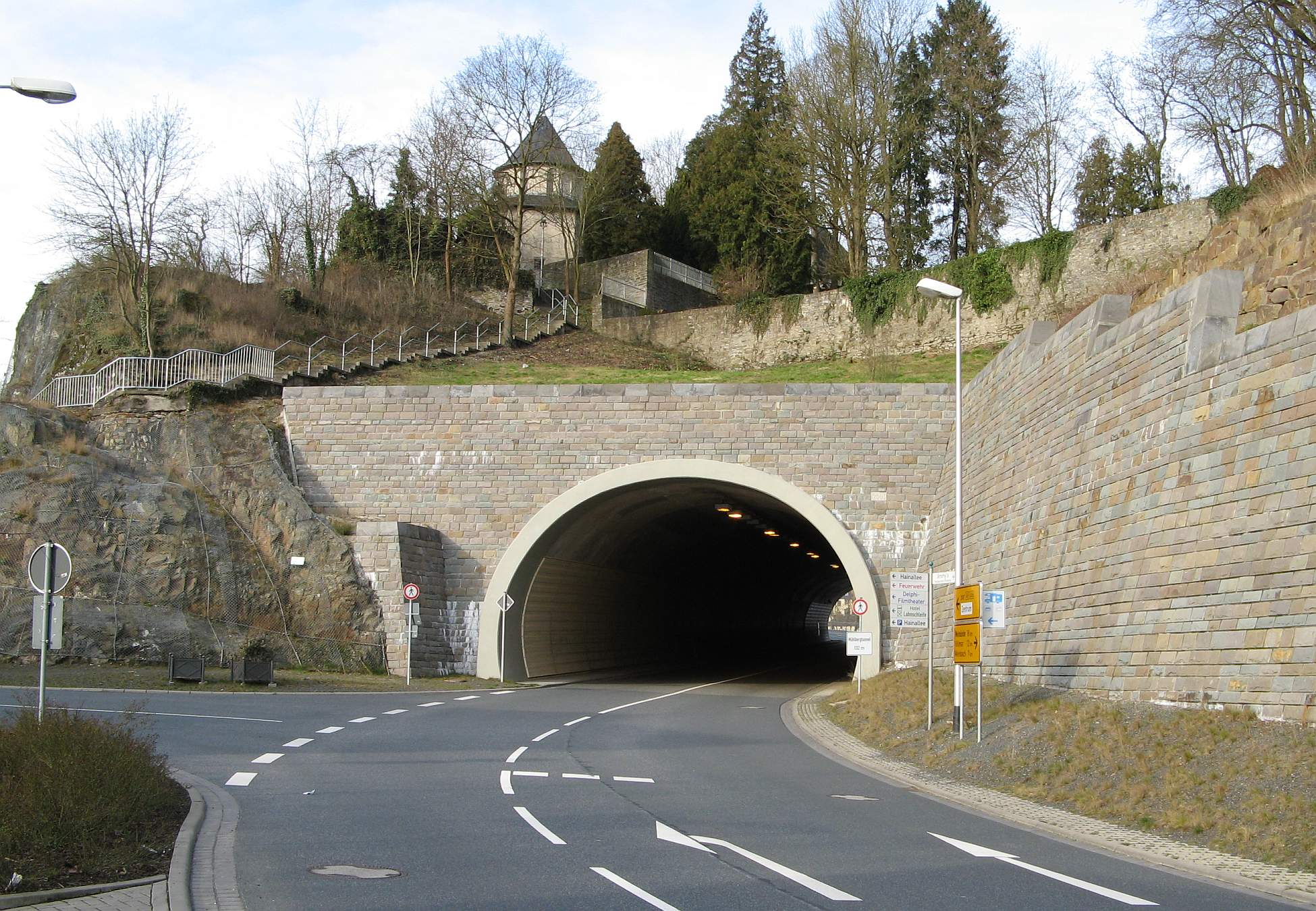
Straßentunnel

Bei dem Ort Drommershausen befinden sich Ruinen des ehemaligen Konvents und der Wallfahrtskirche Unserer lieben Frau und St. Johann im Pfannstiel der Johanniter. Die Ersterwähnung der Kirche erfolgte im Jahr 1461. Der Konvent war ab 1471 der Kommende Nieder-Weisel bei Butzbach, dann ab 1482 der Kommende Wiesenfeld bei Frankenberg (Eder) bzw. der Kommende Wildungen unterstellt. Im Zuge der Reformation wurde das kleine Kloster im Jahre 1539 aufgehoben.

### Parks
Das Schloss in Weilburg verfügt über einen Schlosspark, der sich über mehrere Terrassen entlang der Lahn erstreckt.
Im Stadtteil Hirschhausen befindet sich der Tiergarten Weilburg. Ursprünglich handelte es sich um einen Jagdpark der Weilburger Grafen. Heute ist er ein Wildpark, der von 70.000 Menschen jährlich besucht wird.

### Naturdenkmäler
Im Stadtteil Kubach befindet sich die Kristallhöhle. Große Teile der Wände dieser Klufthöhle sind mit unzähligen Kalkspatkristallen und Perlsinter besetzt. Der Kristallschmuck der Wände gilt in dieser Form als einzigartig in Deutschland. Mit einer Länge von ca. 200 m, einer Breite bis zu 23 m und bis zu 30 m Höhe gilt die Höhle als der größte natürliche untertägige Einzelhohlraum, der in Deutschland zu besichtigen ist.

## Wirtschaft und Infrastruktur

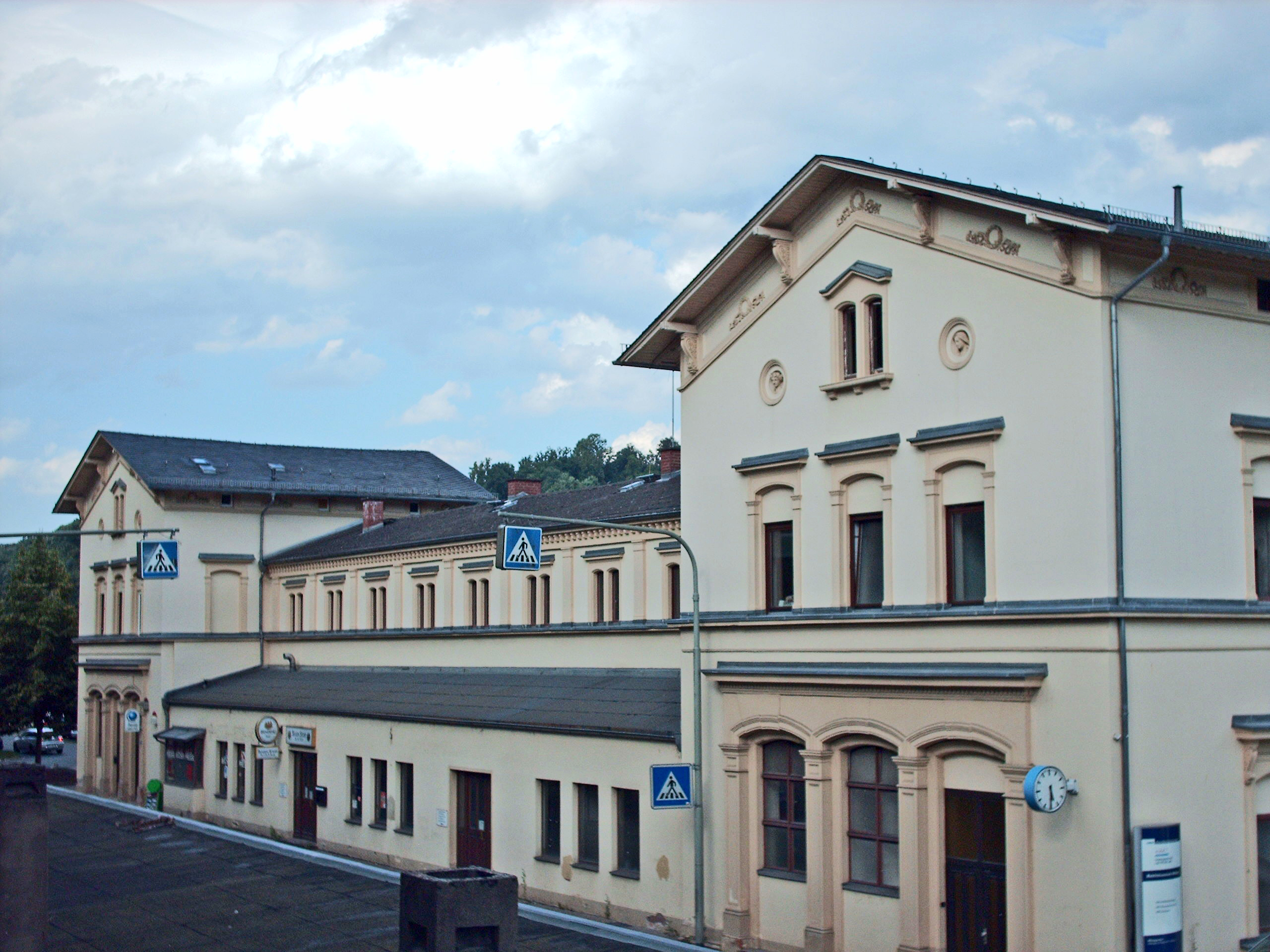
Empfangsgebäude des Bahnhofs (Architekt: Heinrich Velde)

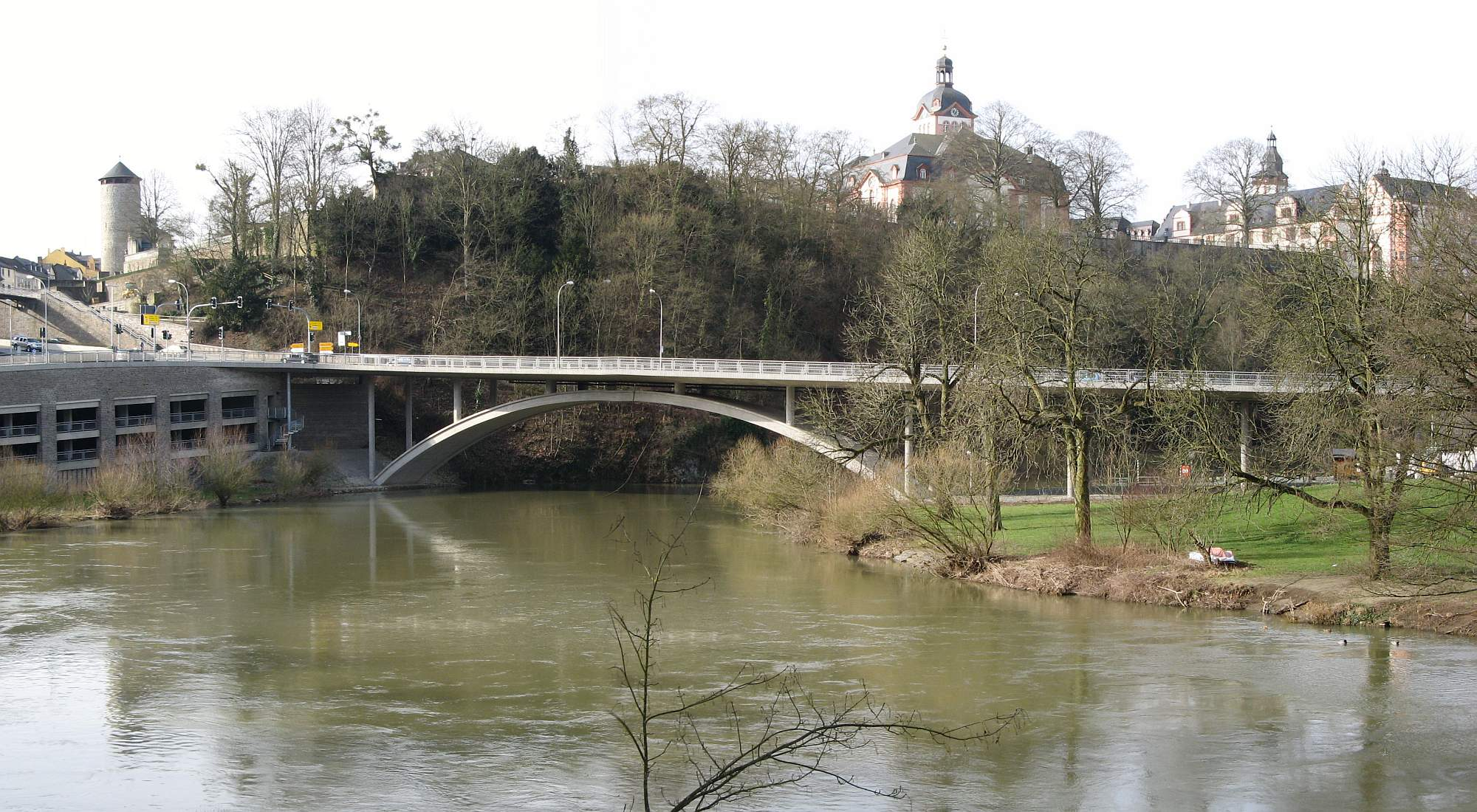
Die Oberlahnbrücke in Weilburg

### Verkehr
Die Stadt befindet sich an der Lahntalbahn Koblenz–Limburg–Weilburg–Wetzlar–Gießen und gehört dem Rhein-Main-Verkehrsverbund (RMV) an.
Bis zum Jahr 1969 war Weilburg Endpunkt der aus Grävenwiesbach kommenden Weiltalbahn. Zu diesem Zweck war am Weilburger Bahnhof ein Lokschuppen mit Drehscheibe errichtet worden. Nach der Stilllegung der Weiltalstrecke wurden die Gebäude in den 1980er-Jahren abgerissen. Auch der einstige Güter- und Rangierbahnhof ist bis auf drei Abstell- und ein Überholgleis abgebaut.
Weilburg ist Ausgangspunkt vieler Buslinien in die Anliegergemeinden. Diese starten am zentralen Omnibusbahnhof direkt am Bahnhof. In der Stadt selbst verbinden zwei Stadtbuslinien die wichtigsten Punkte der Stadt im Stundentakt. Die Linie 61 verbindet das Industriegebiet Kubach mit der Innenstadt und dem Stadtteil Odersbach; sie verkehrt montags bis sonntags und wird darüber hinaus sonntags bis zu dem Ausflugsziel Kubacher Kristallhöhle und dem Weilburger Tierpark verlängert. Die von Montag bis Samstag verkehrende Linie 62 verbindet die Innenstadt mit dem Stadtteil Waldhausen. Die Linie 63 fährt im innerstädtischen Schülerverkehr ausschließlich zu Schulzeiten.
Weilburg ist mit den nachfolgend aufgeführten Buslinien mit dem Umland verbunden.
| Nr. | Linienweg                                                                            | Bemerkung |
| --- | ------------------------------------------------------------------------------------ | --- |
| 51  | Oberbrechen → Weinbach → Weilburg                                                    | - in Oberbrechen Anschluss an die Main-Lahn-Bahn in Richtung Frankfurt |
| 52  | Weinbach → Gräveneck → Weilburg                                                      | - von/nach Weilburg nur im Schülerverkehr |
| 64  | Waldernbach → Merenberg → Weilburg                                                   | |
| 65  | Heckholzhausen → Obertiefenbach → Schupbach → Weilburg                               | - bedient die Stadtteile Gaudernbach und Hasselbach |
| 66  | Rundverkehr: Weilburg → Ahausen → Hirschhausen → Kubach → Weilburg und Gegenrichtung | - bedient die Stadtteile Ahausen, Drommershausen, Hirschhausen, Bermbach und Kubach |
| 68  | Mengerskirchen → Löhnberg → Weilburg                                                 | |
| 69  | Heckholzhausen → Allendorf → Weilburg                                                | - bedient die Stadtteil Waldhausen |
| 125 | Wetzlar → Leun → Beilstein / Weilburg                                                | - von/nach Weilburg je früh morgens und spät abends als Schienenergänzungsverkehr der Lahntalbahn                                                                                          |
| 172 | Braunfels Kernstadt / Stadtteile → Weilburg                                          | - bedient die Stadtteil Bermbach - nur Schülerverkehr |
| 245 | Weiltalbus: Oberursel/Bad Homburg → Weiltal → Weilburg                               | - Saisonverkehr Samstag/Sonntag/Feiertag, nur vom 1. Mai bis 31. Oktober jeden Jahres |
| 282 | Limburg → Niederbrechen → Villmar → Weilburg                                         | - bedient die Stadtteile Waldhausen und Odersbach - morgens und abends als Schienenergänzungsverkehr der Lahntalbahn - fährt zum Teil als Linie LM59 von Villmar bis Limburg               |
| 289 | Weilburg → Weilmünster → Grävenwiesbach                                              | - in Grävenwiesbach Anschluss an die Taunusbahn nach Frankfurt/Bad Homburg - einzelne Fahrten nach Kirschhofen - bedient Stadtteile Kirschhofen und Kubach - verkehrt montags bis sonntags |

Über die Bundesstraßen B 49 und 456 ist Weilburg von den Bundesautobahnen A 3 (aus Richtung Limburg) und A 45 (aus Richtung Wetzlar) sowie aus dem Rhein-Main-Gebiet zu erreichen.
Die B 456 überquert in Weilburg die Lahn auf der Oberlahnbrücke. Diese wurde im Zuge der Teilortsumgehung Weilburg errichtet. Neben der Oberlahnbrücke existieren in Weilburg mit der Steinernen Brücke und der Ahäuser Brücke drei Lahnbrücken für Kraftfahrzeuge und mit dem Ernst-Dienstbach-Steg eine Fußgängerbrücke.
Seit 1691 existiert als historisches Verkehrsmittel die Lahnfähre Weilburg, das sogenannte Rollschiff, das beide Lahnufer miteinander verbindet. Für die kurze Überfahrt wird eine geringe Gebühr erhoben.

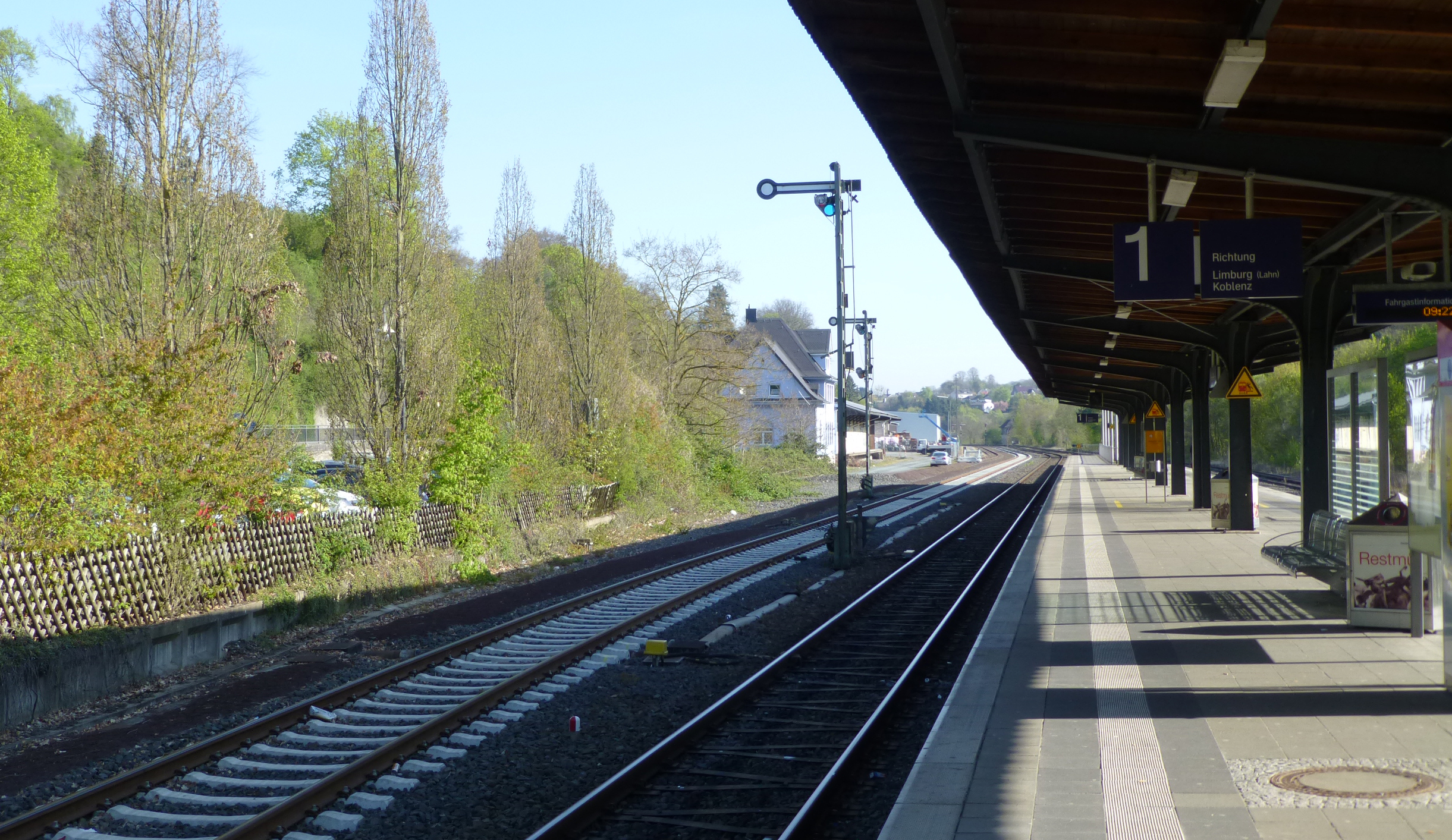
Bahnhof Weilburg
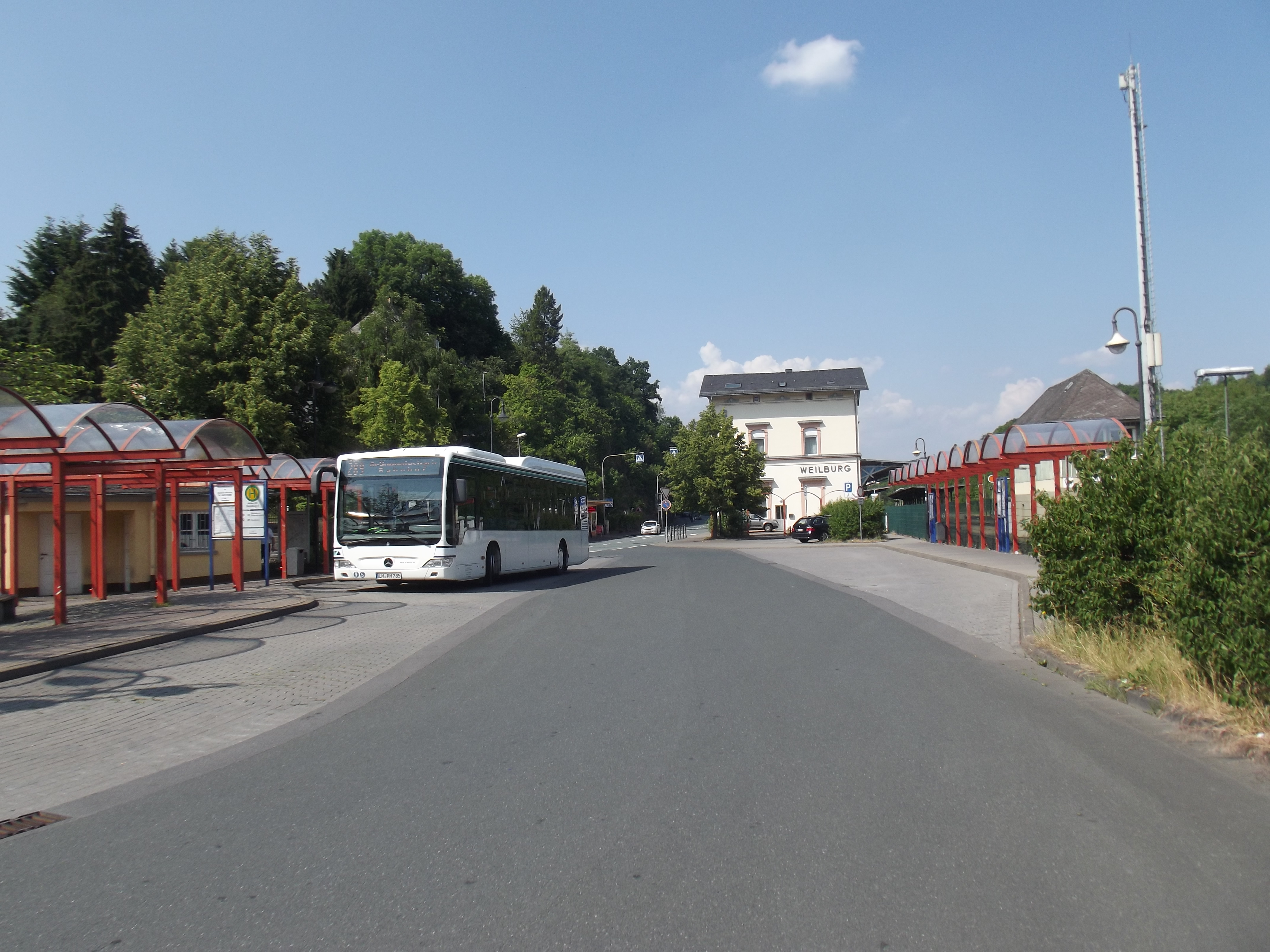
Busbahnhof Weilburg
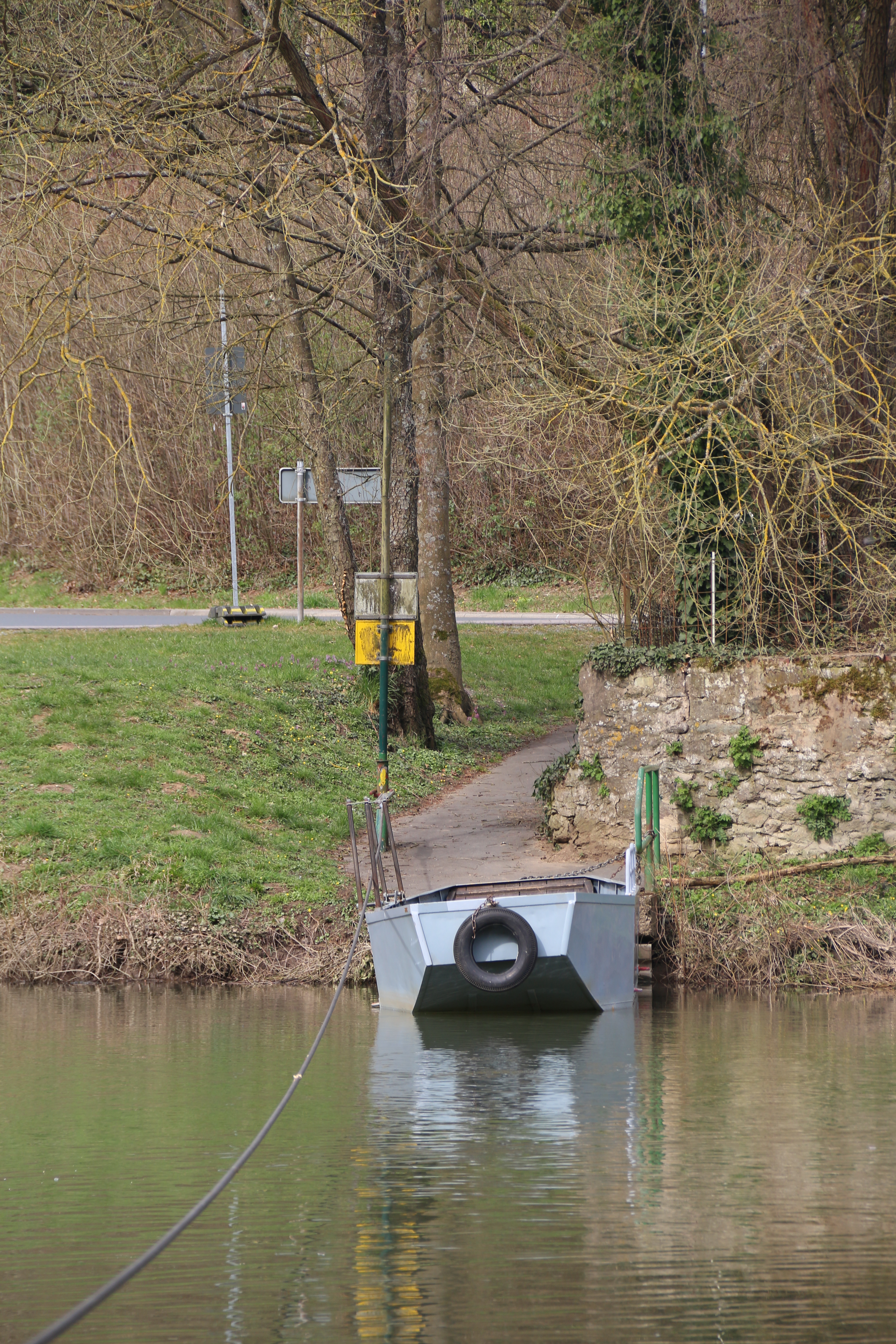
Rollschiff

### Ansässige Unternehmen
Weilburg ist Sitz der Vistec Semiconductor Systems. Zu den größeren privaten Arbeitgebern zählen außerdem die Grebe-Gruppe (Hersteller von Farben und Lacken) sowie die Arnold-Gruppe (Hersteller unter anderem von Brennern, Werkzeugen und Maschinen).
Ein weiterer großer Industriebetrieb ist die FEIG Electronic GmbH. Mit dem ehemaligen Unternehmen Brauerei August Helbig KG gab es ab 1822 eine eigene Brauerei in Weilburg, die unter der Bezeichnung Weilburger Pils Bier produzierte.

### Handel
Im Norden und Süden von Weilburg haben sich in den Gewerbegebieten einige Einzelhandelsgeschäfte angesiedelt, darunter Billigwarengeschäfte, ein Möbelhaus, Elektronikgeschäfte und Lebensmittelmärkte. Die Bebauung der „grünen Wiese“ am Stadtrand hat jedoch dazu geführt, dass in der Weilburger Altstadt – wie in vielen vergleichbaren anderen Städten – mittlerweile ein großer Leerstand für vermietbare Einzelhandelsgeschäfte herrscht. Daher soll ein von der Stadt beauftragter sogenannter „Altstadtmanager“ Konzepte entwickeln, um diesem Leerstand (Stand 2013) von über 50 Prozent vorzubeugen. Zudem soll die historische Innenstadt für Einkäufer attraktiver werden.

### Tourismus
Die Stadt ist ein staatlich anerkannter Luftkurort. Sehr beliebt ist das Kanufahren auf der Lahn. Verschiedene Bootsverleiher stellen Kanus, Kanadier und Kajaks stundenweise oder für Tagestouren zur Verfügung.
Im Jahr 2021 befindet sich am Lahnufer zwischen dem Schloss und der B 456 ein kleines Naherholungsgebiet namens Klein-Nizza in Bau. Ziel der Baumaßnahme ist die Förderung der Aufenthalts- und Erholungsqualität. Das Areal soll parkähnlich bepflanzt werden sowie mit einer Liegewiese und einem gastronomischen Angebot („Strandclub“ und Biergarten) aufwarten. Die Barrierefreiheit soll Berücksichtigung finden. Die Planung und die Umsetzung der Maßnahme sind mit 250.000 bis 300.000 Euro veranschlagt und im Haushaltsplan der Stadt Weilburg berücksichtigt.

### Bildungseinrichtungen
Weilburg hat eine jahrhundertealte Tradition als Schulstadt. Bereits im Jahr 1231 wird ein Scholaster erwähnt und 1360 die Stiftsschule. Nachfolgerin der Stiftsschule wurde die am 15. Oktober 1540 von Graf Philipp III. von Nassau-Weilburg gegründete evangelische Freischule. Die älteste Schule Weilburgs, das Gymnasium Philippinum, ist aus dieser Freischule hervorgegangen.
An Schultagen werden die Bildungseinrichtungen Weilburgs heute von über 8000 Schülern besucht.
In Weilburg bestehen heute folgende Schulen:
- Christian-Spielmann-Schule (Grundschule); für Schüler des auf der Taunusseite befindlichen Stadtbereichs und der Stadtteile Bermbach, Hirschhausen, Kirschhofen und Kubach. Benannt nach dem Historiker Christian Spielmann.
- Pestalozzischule (Grundschule); für Schüler des auf der Westerwaldseite befindlichen Stadtbereichs und der Stadtteile Gaudernbach, Hasselbach, Odersbach und Waldhausen.
- Heinrich-von-Gagern-Schule (Haupt- und Realschule); für Schüler aus dem Landkreis Limburg-Weilburg und aus dem Lahn-Dill-Kreis.
- Jakob-Mankel-Schule (integrierte Gesamtschule seit 1994, bis 2008 einzige integrierte Gesamtschule des Landkreises Limburg-Weilburg) bietet die Bildungsgänge Hauptschule, Realschule und Gymnasium in integrierter Form bis zur zehnten Klasse an.
- Gymnasium Philippinum (Gymnasium); ist die älteste der Weilburger Schulen und wird von Schülern aus Orten des ehemaligen Oberlahnkreises sowie aus dem Lahn-Dill-Kreis besucht.
- Walderbachschule (Schule für praktisch Bildbare); ist eine Förderschule mit dem Ziel, Schülern in Abhängigkeit von deren individuellem Behinderungsgrad dabei zu helfen, ein möglichst hohes Maß an bewusster Lebenszufriedenheit zu erlangen.
- Windhofschule (Schule für Lernhilfe und für Körperbehinderte); ist eine Förderschule und ein sonderpädagogisches Beratungs- und Förderzentrum. Die Windhofschule bietet körperbehinderten Schülern die Möglichkeit, an einem schulischen Leben zusammen mit nicht körperbehinderten Schülern teilzunehmen.

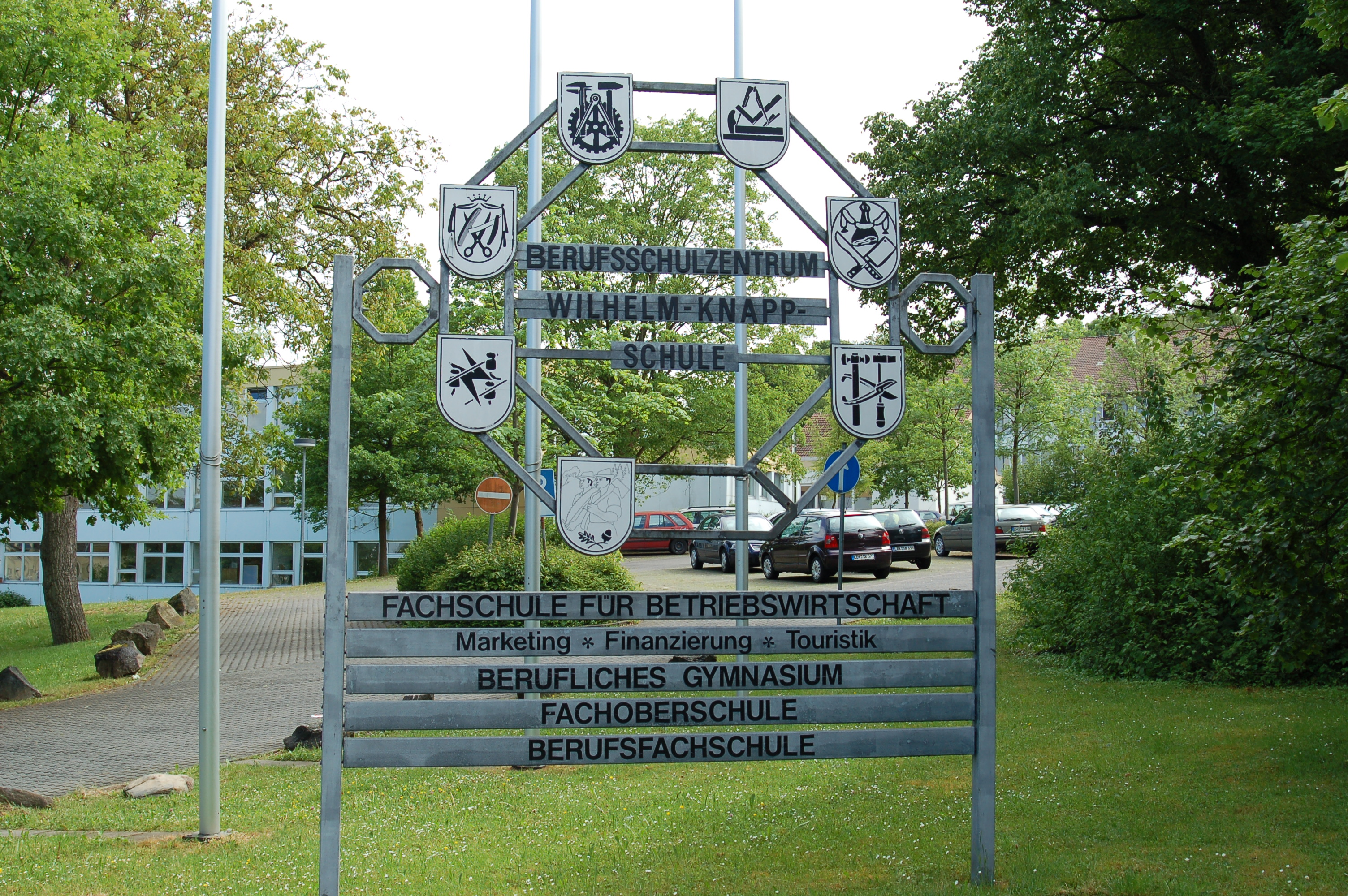
Wilhelm-Knapp-Schule

- Wilhelm-Knapp-Schule (Berufsschulzentrum); vereinigt zehn Schulformen im Bereich der beruflichen Schulausbildung. Dazu gehören die Zweige des Beruflichen Gymnasiums, der Fachoberschule und der Höheren Handelsschule. Schwerpunkte an der Fachschule für Betriebswirtschaft sind u. a. die Bereiche Touristik, Marketing, Franchising, Personal- und Finanzmanagement. Die Aus- und Weiterbildung im Bereich Franchising bietet die Wilhelm-Knapp-Schule seit dem Schuljahr 2006/07 als erste Aus- und Weiterbildungsstätte in Deutschland an.

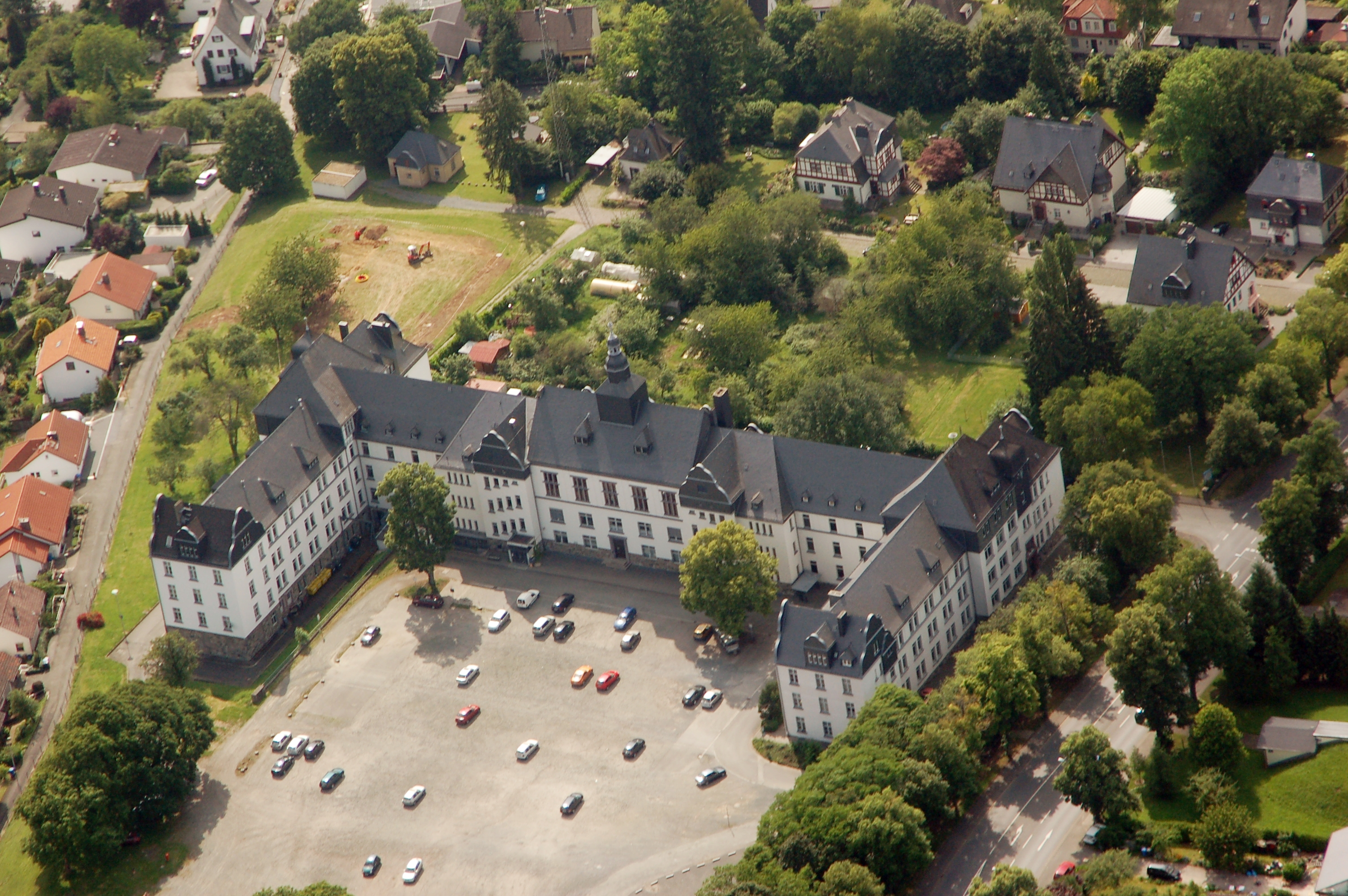
Luftbild der Staatlichen Technikakademie Weilburg

- Staatliche Fachschule Weilburg-Hadamar (früher Technikakademie Weilburg bzw. Staatliche Technikerschule Weilburg); verfügt über etwa 500 Plätze für Studierende in den Bereichen Maschinen-, Elektro-, Informationstechnik, Mechatronik und für Informationstechnische Assistenten in der beruflichen Erstausbildung. Der Staatlichen Technikakademie ist das Studierendenwohnheim Windhof angeschlossen, in dem 150 Einzelzimmer zur Verfügung stehen.
- Pflegefachschule Weilburg, staatlich anerkannte Fachschule für die Ausbildung in der generalistischen Pflege. Schulträger ist die Kreiskrankenhaus Weilburg gGmbH. Schulstandort ist das ehemalige Gymnasium in der Mauerstraße.
- Amt für Lehrerbildung; in Weilburg besteht eine Tagungsstätte des Amtes zur Durchführung von Bildungsmaßnahmen im Rahmen der Aus- und Weiterbildung.
- Hessisches Forstliches Bildungszentrum (FBZ); ist eine überbetriebliche Ausbildungsstätte von Hessen-Forst beim Forstamt Weilburg. Das FBZ dient als Aus- und Fortbildungsstätte für Forstwirte, Forstbeamte, Angestellte, Unternehmer und Privatpersonen. Der Berufsschulunterricht erfolgt in Zusammenarbeit mit der Wilhelm-Knapp-Schule.
- Dachdeckerzentrum Hessen; ist eine Bildungseinrichtung des Landesinnungsverbandes des Dachdeckerhandwerks Hessen und dient der Fort- und Weiterbildung von Beschäftigten im Dachdeckerhandwerk.
- Kreisvolkshochschule Limburg-Weilburg e. V.; ist in Weilburg mit einer Hauptstelle vertreten.
- Weilburger Musikschule; ging im Jahr 1982 aus einem Förderkreis hervor und wird heute von dem Verein Weilburger Musikschule getragen. Die Angebote der Musikschule werden von über 1000 Kindern, Jugendlichen und Erwachsenen wahrgenommen.

### Justiz
Mit dem Amtsgericht Weilburg verfügt die Stadt über eine Instanz der ordentlichen Gerichtsbarkeit. Das Amtsgericht Weilburg ist dem Landgericht Limburg a. d. Lahn, das wiederum dem Oberlandesgericht Frankfurt am Main untergeordnet ist.

### Gesundheitswesen

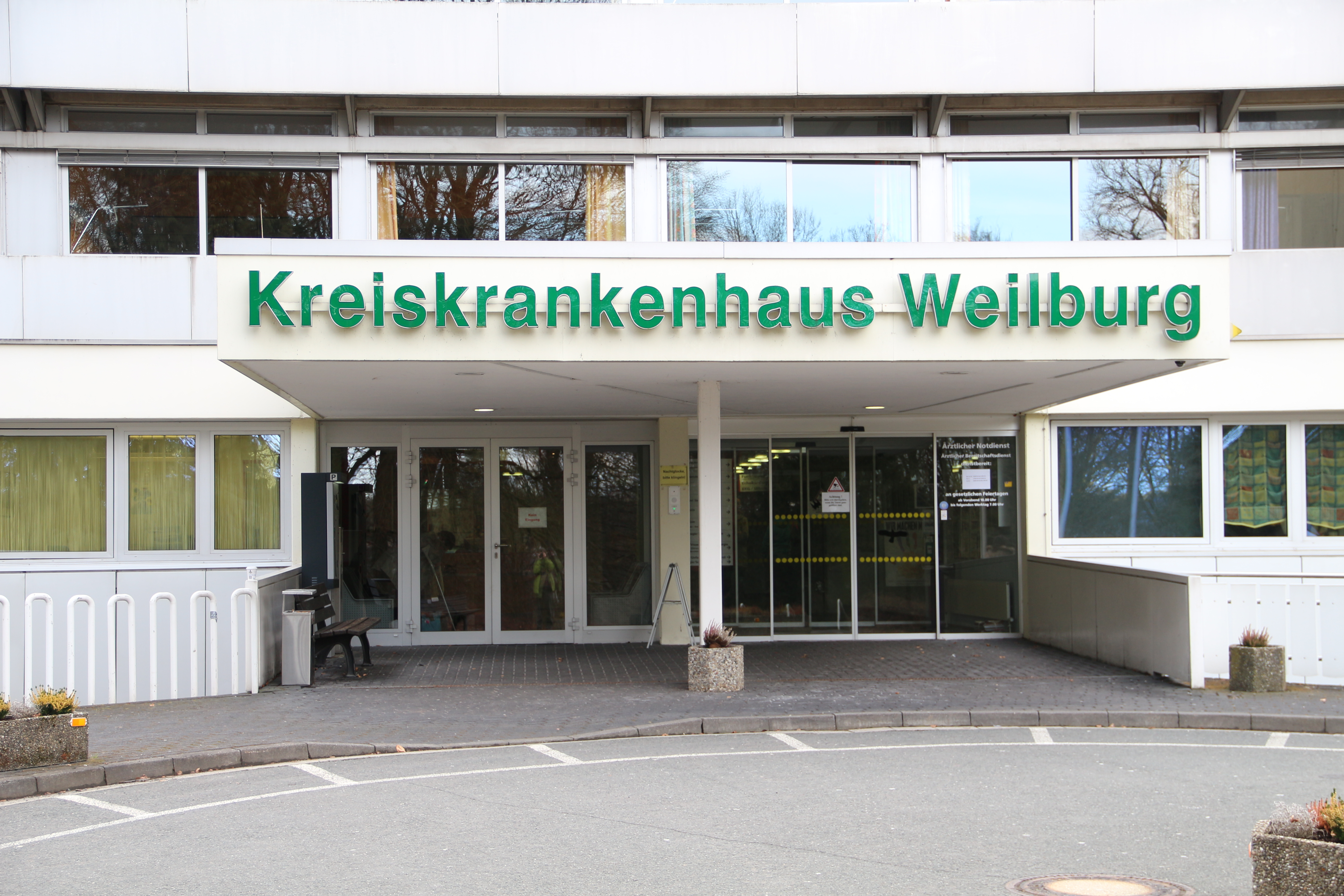
Eingang des Kreiskrankenhauses

Mit dem Kreiskrankenhaus Weilburg gGmbH verfügt die Stadt über ein Allgemeinkrankenhaus mit 181 stationären Betten, das an der Notfallversorgung teilnimmt. Das Krankenhaus ist Mitglied des Klinikverbunds Hessen e. V. Unmittelbar neben der Klinik befindet sich ein Fachärztezentrum. Die angegliederte Pflegefachschule befindet sich im Alten Gymnasium in der Mauerstraße. Seit Dezember 2023 ist das Krankenhaus Weilburg Akademisches Lehrkrankenhaus der Justus-Liebig-Universität Gießen. Es ist geplant, dass das bestehende Krankenhausgebäude durch einen Neubau ersetzt werden soll.
Zusätzlich besteht in der Weilburger Altstadt ein Ärztehaus. Am östlichen Ortseingang an der B 456 wurde Ende 2021 der Bau eines neuen Ärztezentrums namens Medzentrum fertiggestellt und Anfang 2022 bezogen.

### Sport
Das Oberlahnbad in der Bahnhofstraße bietet neben der sportlichen Aktivität im Schwimmbad mit der Panoramasauna sowie dem Dampfbad und den beiden Ruheräumen Möglichkeiten für Entspannung und Erholung.
Das Wilhelm-Schütz-Stadion mit Kunstrasenplatz befindet sich in der Königsberger Straße. Es wird von der SG Oberlahn (Fußball) genutzt.

### Weitere Einrichtungen
- Kindertagesstätte der Lebenshilfe Weilburg
- Evangelischer Kindergarten Weilburg
- Katholischer Kindertagesstätte Hl. Kreuz, Weilburg
- Unternehmensgestützter Kindergarten Unter’m Sternenhimmel, Weilburg
- Städtischer Kindergarten Wichtelhaus, Drommershausen
- Städtischer Kindergarten Schwalbennest, Gaudernbach
- Städtischer Kindergarten Sonnenschein, Hirschhausen
- Städtische Kindertagesstätte König Konrad, Weilburg
- Städtische Kindertagesstätte Kuckucksnest, Kirschhofen
- Städtische Kindertagesstätte Kubelix, Kubach
- Städtische Kindertagesstätte Fizzli Puzzlis, Odersbach
- Evangelische Kindertagesstätte Nestwärme, Waldhausen
- Freiwillige Feuerwehr Weilburg, gegründet 1884 (seit 1956 mit Spielmannszug und seit 1. April 1974 mit Jugendfeuerwehr)
- Freiwillige Feuerwehr Ahausen, gegründet 1933 (seit 18. Januar 1985 mit Jugendfeuerwehr und seit 1. Juni 2010 mit Kinderfeuerwehr)
- Freiwillige Feuerwehr Bermbach, gegründet 1933 (seit 15. Mai 1976 mit Jugendfeuerwehr und seit 1. September 2003 mit Kinderfeuerwehr)
- Freiwillige Feuerwehr Drommershausen, gegründet 1934 (seit 18. März 1978 mit Jugendfeuerwehr)
- Freiwillige Feuerwehr Gaudernbach, gegründet 1906 (seit 1. April 1984 mit Jugendfeuerwehr und seit 8. Januar 2014 mit Kinderfeuerwehr)
- Freiwillige Feuerwehr Hasselbach, gegründet 1932 (seit 27. März 1997 mit Jugendfeuerwehr und seit 30. April 2011 mit Kinderfeuerwehr)
- Freiwillige Feuerwehr Hirschhausen, gegründet 1933 (seit 1. Mai 1975 mit Jugendfeuerwehr)
- Freiwillige Feuerwehr Kirschhofen, gegründet 1925 (seit 14. April 1974 mit Jugendfeuerwehr)
- Freiwillige Feuerwehr Kubach, gegründet 1934 (seit 12. Juni 1980 mit Jugendfeuerwehr)
- Freiwillige Feuerwehr Odersbach, gegründet 1934 (seit 17. Dezember 1984 mit Jugendfeuerwehr)
- Freiwillige Feuerwehr Waldhausen, gegründet 1908 (seit 1. Juli 1970 mit Jugendfeuerwehr und seit 19. März 2011 mit Kinderfeuerwehr)
- Technisches Hilfswerk (THW), Ortsverband Weilburg mit THW-Jugendgruppe

## Persönlichkeiten

### In Weilburg geboren
- Konrad I., der Jüngere (* unbekannt; † 23. Dezember 918; beigesetzt in Fulda), war seit 906 Herzog von Franken und von 911 bis 918 König des Ostfrankenreichs.
- Gustav Adolf von Nassau-Idstein (* 14. Februar 1632; † 1. August 1664 in Szentgotthárd), Graf von Nassau-Idstein, kaiserlicher Offizier und Konvertit zur katholischen Kirche
- Johann Ernst von Nassau-Weilburg (* 13. Juni 1664; † 27. Februar 1719), Graf zu Nassau-Weilburg und kaiserlicher Generalfeldmarschall.
- Karl August von Nassau-Weilburg (* 17. September 1685; † 9. November 1753), Graf Fürst von Nassau-Weilburg
- Philipp Casimir Schlosser (* 1689; † 1758), evangelisch-lutherischer Pfarrer, Hofprediger und Gymnasialrektor
- Karl Christian von Nassau-Weilburg (* 16. Januar 1735; † 28. November 1788), Graf von Nassau-Weilburg
- Friedrich Ludwig von Sckell (* 13. September 1750; † 24. Februar 1823 in München) einer der bedeutendsten deutschen Gartengestalter, Begründer der „klassischen Phase“ des englischen Landschaftsgartens in Deutschland
- Johann Philipp Sandberger (* 18. Dezember 1783; † 6. September 1844), Theologe, Naturwissenschaftler und Gymnasiallehrer
- Wilhelm Senfft (* 3. Februar 1795, † 10. Mai 1873), deutscher Pfarrer, Dekan und Abgeordneter
- Wilhelm Jacob Wimpf (* 15. November 1767; † 11. April 1839), Unternehmer und Pionier des Lehmbau
- Wilhelm Otto (* 1. Januar 1800; † 31. August 1871), Theologe und Politiker, MdL Nassau (Präsident der Deputiertenkammer), Mitglied des Vorparlaments, Direktor des Theologischen Seminars in Herborn
- Ludwig Löw von und zu Steinfurth (* 12. Dezember 1803; † 17. Mai 1868 in Wiesbaden), Hochschullehrer, Nassauischer Richter und Abgeordneter
- Heinrich Heinlein (* 3. Dezember 1803; † 8. Dezember 1885 in München), Maler
- Friedrich Wimpf (* 8. August 1806; † 27. April 1867 in Gießen), Unternehmer und Mitglied des Nassauischen Landtags
- Carl Boos (* 8. September 1806; † 18. Juli 1883 in Wiesbaden), Architekt
- Moritz von Gagern (* 18. August 1808; † 2. Januar 1877), nassauischer Beamter und Politiker
- Wilhelm von Dungern (* 20. Juni 1809; † 3. Juli 1874 in Wildbad im Schwarzwald), Gutsbesitzer und Mitglied der Landstände des Herzogtums Nassau
- Georg Wimpf (* 15. Februar 1810; † 1866), Unternehmer und Mitglied des Nassauischen Landtags
- Carl Wirth (* 20. März 1810; † 14. November 1880 in Hadamar), nassauischer Landtagspräsident
- Carl Seitz (* 6. September 1826; † 24. Juli 1889), Jurist und Mitglied des Landtages des Herzogtums Nassau bzw. des Provinziallandtages der Provinz Hessen-Nassau
- Hermann Usener (* 23. Oktober 1834; † 21. Oktober 1905 in Bonn), evangelischer klassischer Philologe und Religionswissenschaftler
- Adolf Haeuser (* 26. November 1857; † 13. März 1938), Industrieller, von 1916 bis 1932 Generaldirektor der Farbwerke Hoechst AG in Frankfurt-Höchst
- Moritz Büsgen (* 24. Juli 1858; † 12. Juni 1921), Botaniker, Hochschullehrer und Forschungsreisender
- Richard Herz (* 21. Juli 1867; † 18. November 1936 in Frankfurt am Main), Chemiker, Namensgeber der Herz-Reaktion
- Albert Erbe (* 9. September 1868; † 29. Mai 1922 in Essen), Architekt, Stadtplaner und Baubeamter
- Hermann Herz (* 12. Juli 1870; † 27. Januar 1916 in Gießen), Bankier und Mitglied des Provinziallandtages der Provinz Hessen-Nassau
- Wilhelm Woell (* 6. Februar 1871; † 3. November 1926 in Frankfurt am Main), Mitglied des Nassauischen Kommunallandtags, Landeshauptmann des Regierungsbezirks Wiesbaden
- Egon von Loebell (* 19. April 1879; † 1939), Offizier und Militärschriftsteller
- Richard Hoin (* 23. Juli 1879 in Weilburg-Odersbach; † 14. Oktober 1944 ebenda) Politiker und Widerstandskämpfer
- Franziska Braun (* 28. Dezember 1885; † 1955), erste reguläre Studentin an der Technischen Hochschule Darmstadt
- Richard Kleineibst (* 30. März 1886; † 26. September 1976), deutsch-schweizerischer Politiker und Journalist
- Erwin Schmidt (* 20. Juli 1886; † 31. August 1956), Heimatforscher
- Carl Fenner von Fenneberg (* 13. September 1886; † 26. April 1944), Landrat
- Karl-Hermann May (* 28. November 1903; † 25. September 1990 in Wiesbaden), evangelischer Theologe und Historiker
- Ekkehard Lommel (* 14. Dezember 1913; † 1. Oktober 2006), Landrat
- Thomas Valentin (* 13. Januar 1922; † 22. Dezember 1980 in Lippstadt), Schriftsteller
- Willi Bernhardt (* 27. Juni 1928 in Weilburg-Drommershausen; † 31. Januar 2020 in Aßlar), Unternehmer und Funktionär im Zentralverband Deutsches Kraftfahrzeuggewerbe
- Wolfgang Müller (* 18. Januar 1936; † 6. September 2024), Politiker, Abgeordneter des Hessischen Landtags
- Olaf Mörke (* 14. März 1952), Historiker
- Peter Heidl (* 4. Mai 1958), Jazz- und Weltmusiker
- Peter Berger (* 1959), Journalist, Medienberater und Autor
- Michael Vetter (* 3. Dezember 1962), Generalleutnant der Luftwaffe
- Antje Schrupp (* 22. September 1964), Journalistin, Politikwissenschaftlerin, Philosophin, Sachbuchautorin und Übersetzerin
- Ben Streubel (* 16. Mai 1970), Radiomoderator
- Christine Stahl (* 1971), Moderatorin und Sängerin christlicher Independentmusik
- Cordelia Koch (* 1972), Politikerin (Bündnis 90/Die Grünen)
- Henning Pauly (* 25. Juli 1975), Musiker, Gitarrist, Musikproduzent und YouTuber
- Manuel Möglich (* 26. Januar 1979), Journalist und Dokumentarfilmer
- Vinzenz Kiefer (* 29. Januar 1979), Schauspieler
- Florian Hill (* 9. April 1984), Extrembergsteiger
- David Helm (* 1990), Jazzmusiker
- Laura Störzel (* 25. Mai 1992), Fußballspielerin
- Matheo Raab (* 18. Dezember 1998), Fußballspieler
- Elias Bördner (* 18. Februar 2002), Fußballspieler

### Mit Weilburg verbunden

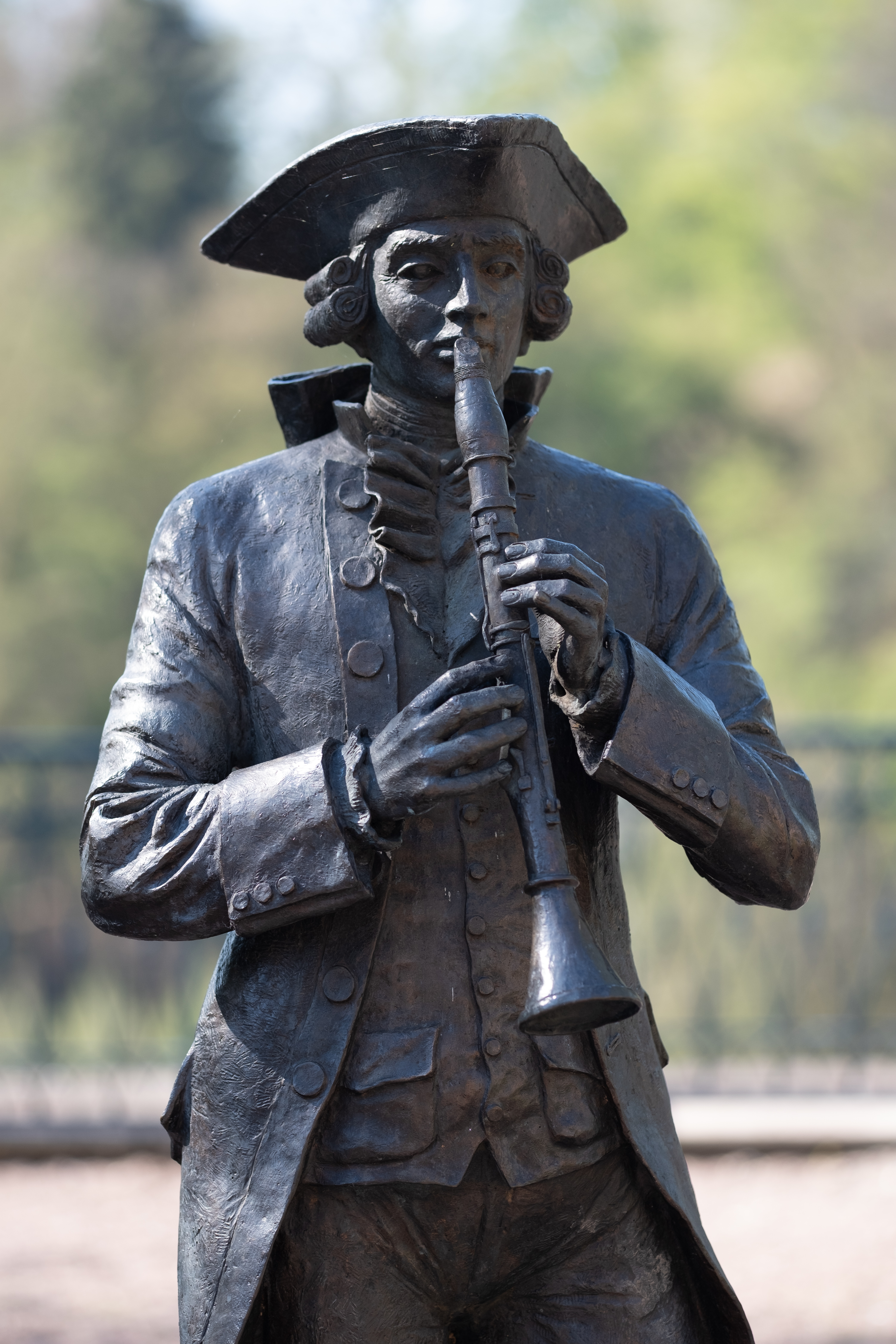
Der Stadtpfeifer

- Johann Adam Haßlocher (* 24. September 1645 in Speyer; † 9. Juli 1726 in Weilburg), lutherischer Geistlicher und Kirchenlieddichter, Hofprediger und Konsistorialrat in Weilburg
- Franz Christoph Neubauer (* um 1760 möglicherweise in Hořín bei Mělník in Böhmen; † 11. Oktober 1795 in Bückeburg), Komponist und Geigenvirtuose, von 1790 bis 1794 Kapellmeister des Fürsten Friedrich Wilhelm von Nassau-Weilburg
- Johann Philipp Krebs (* 7. Juli 1771 in Glauchau; † 28. September 1850 in Weilburg), Altphilologe
- Joseph Muth (* 9. Januar 1788 in Hadamar; † 7. März 1866 in Weilburg), Lehrer und Historiker
- Heinrich von Gagern (* 1799 in Bayreuth; † 22. Mai 1880 in Darmstadt), aufgewachsen in Weilburg und Abitur am dortigen Gymnasium Philippinum, 1848 Präsident der Frankfurter Nationalversammlung.
- Wilhelm Heinrich Riehl (* 1823 in Biebrich; † 1897 in München), Kulturhistoriker, Erzähler, Journalist; besuchte das Gymnasium in Weilburg; Schauplatz seiner Novelle Der Stadtpfeifer (1847) ist Weilburg.
- Walter Lohmann (* 28. Mai 1861 in Milspe; † 15. Februar 1947 in Weilburg), Jurist und nationalliberaler Politiker
- Otto Linnemann (* 26. April 1876 in Frankfurt am Main; † 9. Dezember 1961 ebenda), deutscher Glasmaler, erschuf die Glasmalereien in der Schlosskirche
- Willy Heigl (* 25. März 1904 in Dillenburg; † 15. März 1973) Erster Bürgermeister Weilburgs nach Ende des NS-Staats; Abgeordneter des Beratenden Landesausschusses (Vorläufer des Hessischen Landtages)
- Kurt Kohl (* 15. November 1918 in Frankfurt am Main; † 4. Oktober 2002 ebenda), Pionier der Gestaltpsychologie, Studium am Pädagogischen Institut zu Weilburg
- Gert Fritz Unger (* 23. März 1921 in Breslau; † 3. August 2005 in Weilburg), Schriftsteller und Westernautor
- Benno von Heynitz (* 22. Dezember 1924 in Dresden; † 29. Oktober 2010 in Weilburg), Gegner der SED-Diktatur und Gründungsvorsitzender des Bautzen-Komitees
- Jürgen Klocksin (* 12. Juni 1932 in Pößneck; † 19. Januar 2019), Realschullehrer und Politiker (SPD), Abgeordneter des Hessischen Landtags
- Ulrike Meinhof (* 7. Oktober 1934 in Oldenburg; † 9. Mai 1976 in Stuttgart-Stammheim), Journalistin und Gründungsmitglied der Terrororganisation Rote Armee Fraktion, Abitur 1955 am Weilburger Gymnasium Philippinum

Siehe auch: Gymnasium Philippinum Weilburg#Personen